# Legény-barlang
A Legény-barlang sokáig különálló barlang volt, de jelenleg a fokozottan védett Ariadne-barlangrendszer része, amely az ország harmadik leghosszabb barlangja. Jelentős régészeti lelőhely. Magyarország fokozottan védett barlangjai közül az egyik volt.

## Leírás
A Pilis hegy sziklás Ny-i oldalában, a Csévi-szirtek alsó zónájában, Pilisszentléleken található a nagy bejárata. A déli, tágasabb nyílás a Legény-barlangé. Az északi, kisebb, a Legény-barlang bejáratától 56 méterre lévő bejárat a Leány-barlangé. Turistatérképek is jelzik a Leány-barlang és a Legény-barlang helyét.
A barlang felső triász dachsteini mészkőben karsztvízszint alatti oldódással alakult ki. Hévizes eredete nem bizonyítható. A járatai labirintusos jellegűek, amelyek hol nagyméretű termekké szélesednek, hol szűk kúszójáratokat alkotnak. Általában képződménymentes, ahol nem, ott igen gazdag és változatos cseppkövek, barlangi gyöngyök, melyeknek a központját denevérkoponyák alkotják találhatók. A barna barlangi agyag az elsődleges üledékes kitöltés. Érdekességként megemlíthető még a talált andezit előfordulás. Az omladékok főleg kalcitlemeztömbök halmazából állnak.
1921-ben volt először Legény-barlangnak nevezve a barlang az irodalmában. Előfordul a barlang az irodalmában Chlapec-barlang (Bella 1912), Klapec-barlang (Sinka 1926), Klapec barlang (Barcza, Thirring 1920), Klapecbarlang (Szegő 1948), Legény barlang (Kadić 1920), Legénybarlang (Barcza, Thirring 1920), Legény Cave (Kordos 1977) és Young Man Cave (Kordos 1977) neveken is. A Legény-barlang és a Leány-barlang együtt nevezve voltak az irodalomban Csévi kettős barlangnak vagy Chlapecnek (Horváth, H. Kelemen, Torma 1979).

## Kutatástörténet

### 1871–1912
A Magyar Királyi Földtani Intézet 1871. évi évkönyvében az van írva, hogy a Csévnél lévő Hruba Skala meredek Ny-i oldalában barlang van.
Az 1908-ban kiadott és Esztergom vármegyét ismertető könyv szerint Esztergom vármegyében barlanglakók nyomait nem találták meg, mert nincsenek olyan barlangok, melyekben arra utaló nyomok lennének, hogy bennük régen ősemberek laktak. Erre a vidékre már fejlettebb igényekkel jöttek az első letelepedők, akik állatcsontokból, szarvasagancsból készített szerszámaik mellett már kőszerszámokat is használtak. Ezért nem voltak rászorulva arra, hogy barlangokban, vagy földbe vájt üregekben lakjanak, hanem készíthettek sátrakat, valamint kunyhókat. Azokat a barlangokat, vagy földbe vájt üregeket, amelyekből erdőkben, vagy félreeső, nehezen hozzáférhető vidékeken most is sok van és emberi kultúra nyomai vannak bennük, nem lehettek ősemberek lakhelyei. Azok főleg a tatárjárás és törökpusztítás idejéből való búvólyukak voltak, mert nem vezethetők vissza az ősidőkre az azokban talált tárgyak.
Az 1911. évi Századokban megjelent, Zákonyi Mihály által írt publikációban szó van arról, hogy Özséb összehívta tanácskozásra hat társát kb. 1250-ben, majd a tanácskozás eredményeként eddigi lakóhelyénél, a hármas barlangnál lévő forrás mellett a Szent Kereszt tiszteletére kolostort alapított. (Békefi Remig bebizonyította, hogy ez nem a jelenlegi Pilisszentkereszt volt. Pámer László szerint ez a kolostor Péliföldszentkereszten volt.)
Az 1912. évi Archaeologiai Értesítőben az olvasható, hogy a Magyarhoni Földtani Társulat Barlangkutató Bizottságának az volt a terve 1912-re, hogy a Duna könyökében, tehát Budapest közelében felásat két barlangot, a Kis-kevélyi-barlangot és a Chlapec-barlangot. Budapesttől sokkal távolabb, Esztergom megyében van a Chlapec-barlang. Ennek a barlangnak a kutatását Bella Lajosra és Kadić Ottokárra bízta a bizottság. A bizottság jelentős eredményt várt a barlang ásatásától. A barlangra leginkább Bekey Imre Gábor bizottsági tag hívta fel a figyelmet. Kadić Ottokár azt mondta, hogy a barlang imponáló, majdnem dómszerű alkotás, ideális barlang. A Chlapec-barlangban májusban történt az ásatás.

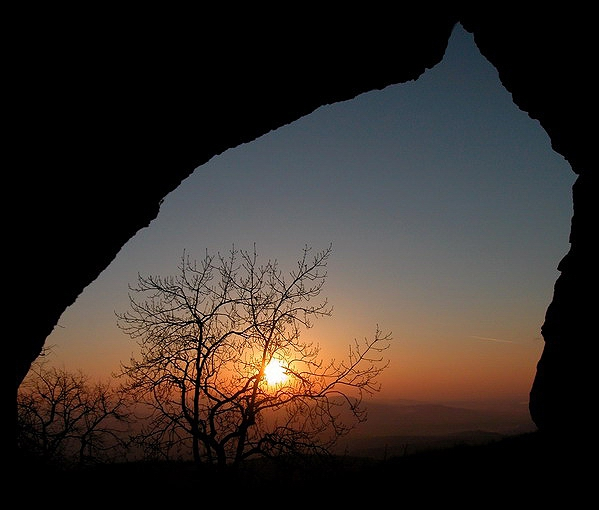
Naplemente a Legény-barlang bejáratában

Bella Lajos meglepődött, amikor először meglátta a barlangot. A templomszerűen, pontosan K-re néző, hatalmas boltozatú barlangba a délutáni nap sütött be. A zöldes színű, mohalepte sziklafalak, a néhány helyen vörösösen kicsillanó sziklaerek melegebb tónusa olyan rezgését alakította ki a fénynek, amely a lelket titokzatos sejtelmekre hangolta. De nem álmodozi jöttek ide. Miután megkérdezte az őket vezető erdőőröktől, hogy hol van víz legközelebb, azt a választ kapta, hogy itt sehol. A legközelebbi kút a szemben lévő alacsony hegygerincen túl található Klastrompusztán van. Egy óráig tart, amíg onnan visszatér egy ember. Bella Lajosék átvizsgálták a barlang fenekét. A D-i fal mentén két helyen kupacok voltak, amelyek biztos, hogy a szikla tövén megfigyelhető és a szikla alá hatoló gödrök eltávolított törmelékéből álltak. Bennük sok edény- és csonttöredék volt.
Kadić Ottokár mutatott Bella Lajosnak egy emberi ulnát, amelynek forgóján jól látszott a tűz hatása. Kadić Ottokár a lelet alapján megállapította, hogy a barlangban kannibálok éltek. Mindenféle korról tanúskodtak a cserepek. Volt köztük történelem előtti, középkori és jelenlegi is. Hátul, a 22 m-es hosszúságnál szűk folyosó látszott, amelyet kitöltöttek szikladarabok, de kis rés volt köztük, amelyen egy ember hason át tudott bújni. Bekey Imre Gábor átbújt a nyíláson néhány emberrel együtt. Amíg Bekey Imre Gábor bent volt, addig Bella Lajosék átvizsgálták a közvetlenül a folyosó előtt, a barlang É-i oldalán lévő gödröt, amely keskeny nyílással vezetett be egy 2 m átmérőjű koromsötét odúba.
Ezzel a gödörrel szemben, a barlang D-i oldalán 4–5 m hosszan volt egy kb. 60 cm magas kupac. A kupac földjének vörös színe nagyon különbözött a barlang talajának szürkéshamvas színétől. Ez a nagy halom és a fent említett két kisebb kupac annak a bizonyítékai, hogy az ásatásnál korábban fel lett túrva a barlang földje. Később, az ásómunka idején Bella Lajos megtudta, hogy a Pilis hegység Ny-i oldalán található összes barlangot felkutatták a kincskeresők, mert azt gondolták, hogy az egyik barlangból alagút vezet egy vaskapuhoz, amely elzár egy rengeteg kincset rejtő barlangot. Az, hogy mennyire elterjedt ennek a kincses barlangnak a híre, abból is látszik, hogy Bella Lajos Tökölön megismert egy embert, aki Tökölről elindult társával a Pilis hegységbe megkeresni a barlangot. Megtalálták a vaskaput, de ekkor társa megbolondult és nekiesett, hogy elvágja a torkát, mire ő leütötte ásóval. Bella Lajos megállapította a beszámolóból, hogy tényleg megfordult a helyszínen, de azt is megértette, hogy neki is elment az esze.

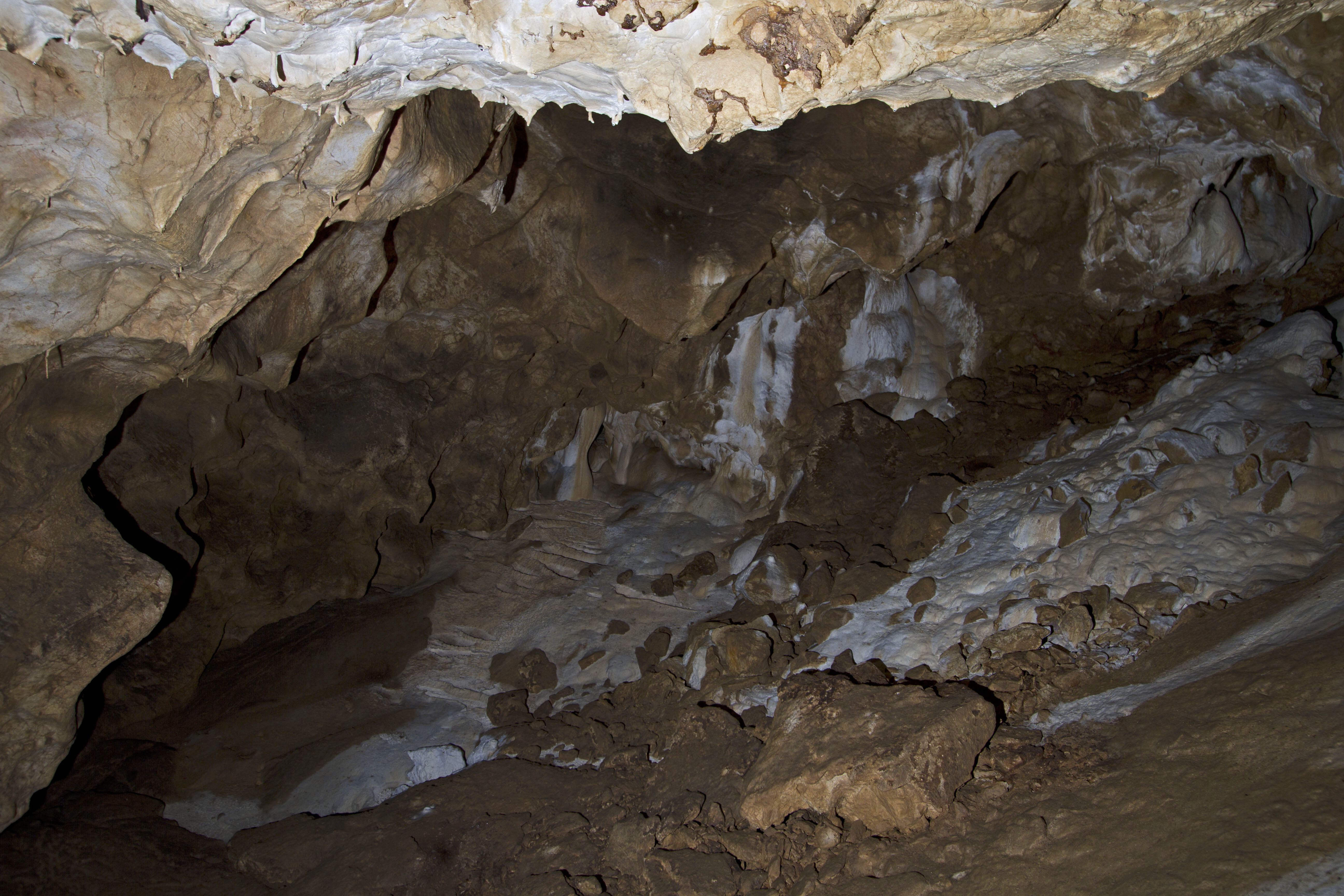
Legény-barlang, Denevér-ág részlet

A visszatért Bekey Imre Gábor azt mondta, hogy a folyosón túl megint kitágul a barlang, amelyből egy kürtőalakú nyílás vezet fel. Kb. a közepén nagyon alacsony és nagy sziklatömbök fekszenek össze-vissza. A falakon cseppkövek vannak. Amíg Kadić Ottokár és Tircs Rezső felmérték a barlangot, addig Bella Lajos a barlang előtti részt és a nagyon meredek lejtőt vizsgálta meg. Ez utóbbin rövid idő alatt egy silingányi cserepet szedett össze. A cserepek között voltak az újkőkorszaktól kezdve napjainkig minden időszakból (a La Tène és római kor kivételével) származó cserepek. A lejtőn lévő különböző nagyságú szikladarabok miatt Bella Lajos a barlang bejárata feletti részt megvizsgálta, ahonnan az a veszély fenyegetett, hogy lehullanak a sziklák. Úgy gondolta, hogy a barlangok kutatásánál a bejárat előtti részt is részletesen át kell vizsgálni. Gondoskodni kellett a fenyegető sziklák eltávolításáról, nehogy úgy járjanak, mint az a fiú (tótul chlapec), akit itt egy lezuhanó szikladarab agyonütött. Emiatt az eset miatt kapta a barlang a nevét.
Utat kellett készíteni a barlang bejáratáig, mert a meredek lejtőn történő felkapaszkodás nagyon fárasztó és majdnem lehetetlenné teszi a szállítást. Az állami főerdőmérnökség vállalta, hogy ezeknek a munkáknak az elvégzését vezeti. Bella Lajosék gondoskodtak a munkákhoz szükséges költségek fedezéséről. A felmérés alapján a Pilis hegy Ny-i meredek oldalán elhelyezkedő Chlapec-barlang 160 m relatív magasságban, a hegy alsó részén fekszik. 7 m széles és 4 m magas a bejárata. Belsejének hossztengelye egyenesen Ny-ról K-re halad és 29 m hosszú. Ebből a hosszúságból a főcsarnok 22,5 m, a szűk folyosó 3,5 m, a legbelső rész 3 m hosszú. A főcsarnok szélessége átlag 6–7 m között váltakozik és a folyosó előtt 3,5 m-re szűkül. Magassága átlag 4 m és K-i vége felé lassan alacsonyodik. A folyosó utáni rész átlag 4 m széles, 2 m magas.

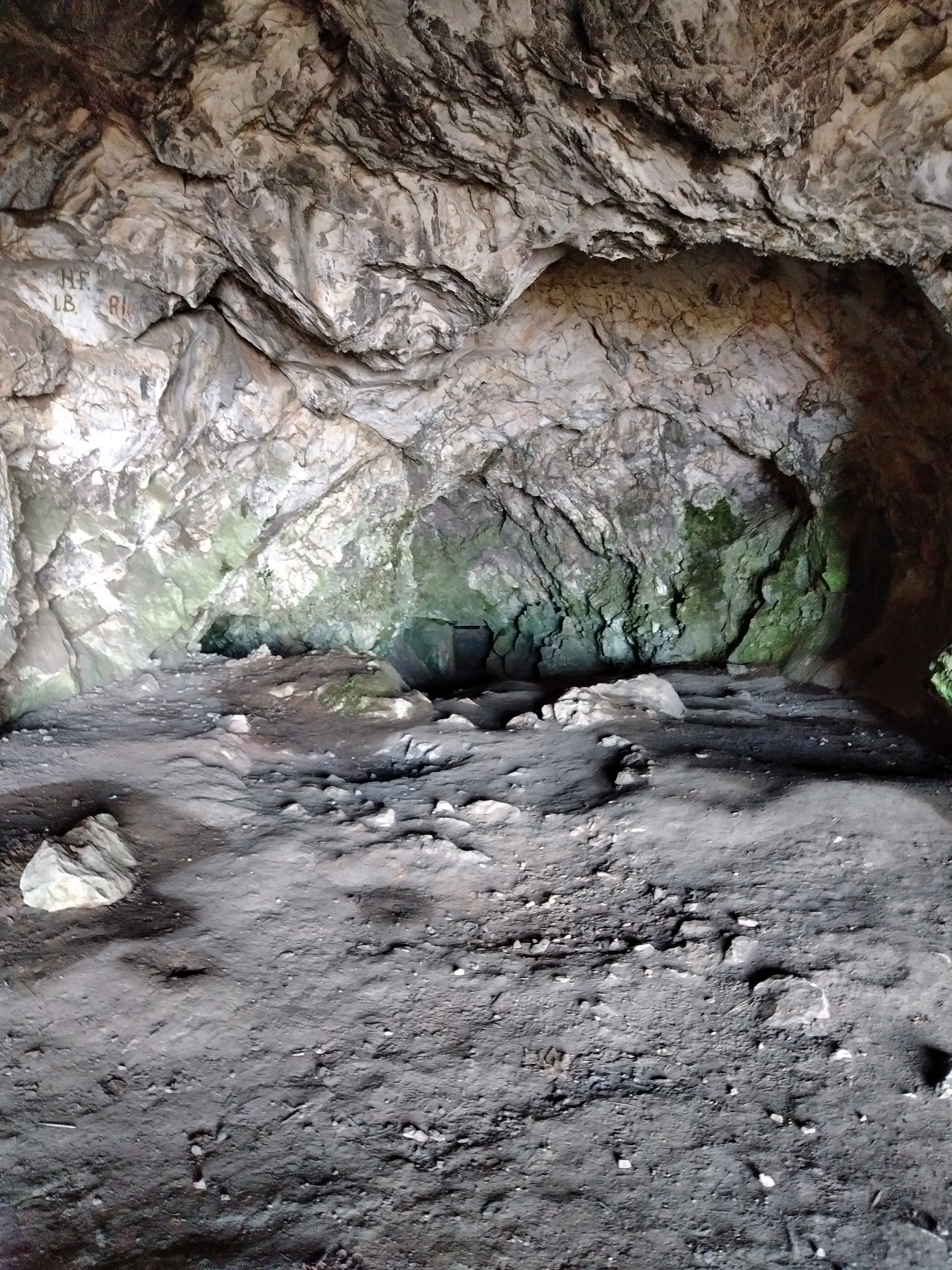
A Legény-barlang bejárati csarnokának vége

Az ásatást 1912. május 6-án kezdte Bella Lajos Kadić Ottokárral és közösen 6 napon át folytatták. Május 13-tól 24-ig csak Bella Lajos vezette a munkát. A barlangot a kipróbált módon az alapvonaltól jobbra (D-re) és balra (É-ra) 2×2 m-es négyzetekre osztották fel, melyeket az alapvonal A), B) stb. részeitől kezdve számokkal jelöltek. Kadić Ottokár az ásatást a barlang közepén az alapvonaltól D-re lévő részben kezdte és innen haladt a barlang bejárata felé. Bella Lajos az előteret vizsgálta. A barlang belsejében végzett ásatásból kiderült az, hogy a sziklatalajt sok helyen csak csekély humuszréteg borította. Máshol már 15–20 cm-nyi mélységben felbukkant a vörösagyag, amely néhol 1,5 m vastag rétegben települt rá a sziklatalajra. Mindenhol található volt tüzelésnyom, főleg a barlang bejáratához közeli részen. Ezek a tüzelésnyomok újak voltak, amit a csonttöredékek és edénycserepek is igazoltak.
A kupacok bizonyították a talaj gyakori bolygatását. A kupacokban rengeteg cserép- és csonttöredék volt. Mindenhol másod-, sőt harmadlagos fekvésben helyezkedtek el a leletek. Azonban meg lehetett állapítani, hogy az újkőkorszakban már megfordult a barlangban az ember. Erre egy-két nukleus, néhány átfúrt állatfog, néhány obszidián pengetöredék, néhány kovaszilánk, a cseréptöredékek egy része, két kőgyöngy és két durvább csontár utal. Ezek közül Bella Lajos leírt egy töredéket. A töredék egy egyenes szájú edény legfelső része és pontosan olyan bökéses díszítése van párhuzamos sűrű sorokban, amelyet a Szeleta-barlang újkőkorszaki rétegéből és a Rábaköz néhány ugyanebből a korból származó edénytöredékén megfigyelt Bella Lajos.
Majdnem mindegyik csont fel volt törve, pedig sok kosárnyi volt az előkerült csontok mennyisége. Mindig divatos volt ez a szokás, mert az ember mindig szerette a csontvelőt. Az újkőkorszakba helyezte azokat a csontokat, amelyek hosszuk irányában nagyon ügyesen fel voltak hasogatva. Ezek közé tartozik egy emberi tibia és egy radius. A tibiának két összeillő részét egymástól 5 m-re találták meg. Ez a csont élének irányában volt felhasogatva, amelyhez Bella Lajos szerint nagy gyakorlottság kell. Bella Lajos szerint Kadić Ottokárnak igaza volt, amikor kannibalizmust állapított meg az első emberi csont megtalálásakor. A bronzkort egyrészt egy másfélfordulatú karikagyűrű és sok edénytöredék képviselte. Érdekes egy vékony keskeny bronzlemez, amelynek egyik oldalán félkörös kivágások vannak. Bella Lajos nem látott ilyet még soha. Tapintás alapján nem bronzkorinak tűnt. Később több ilyen lemezke került elő.

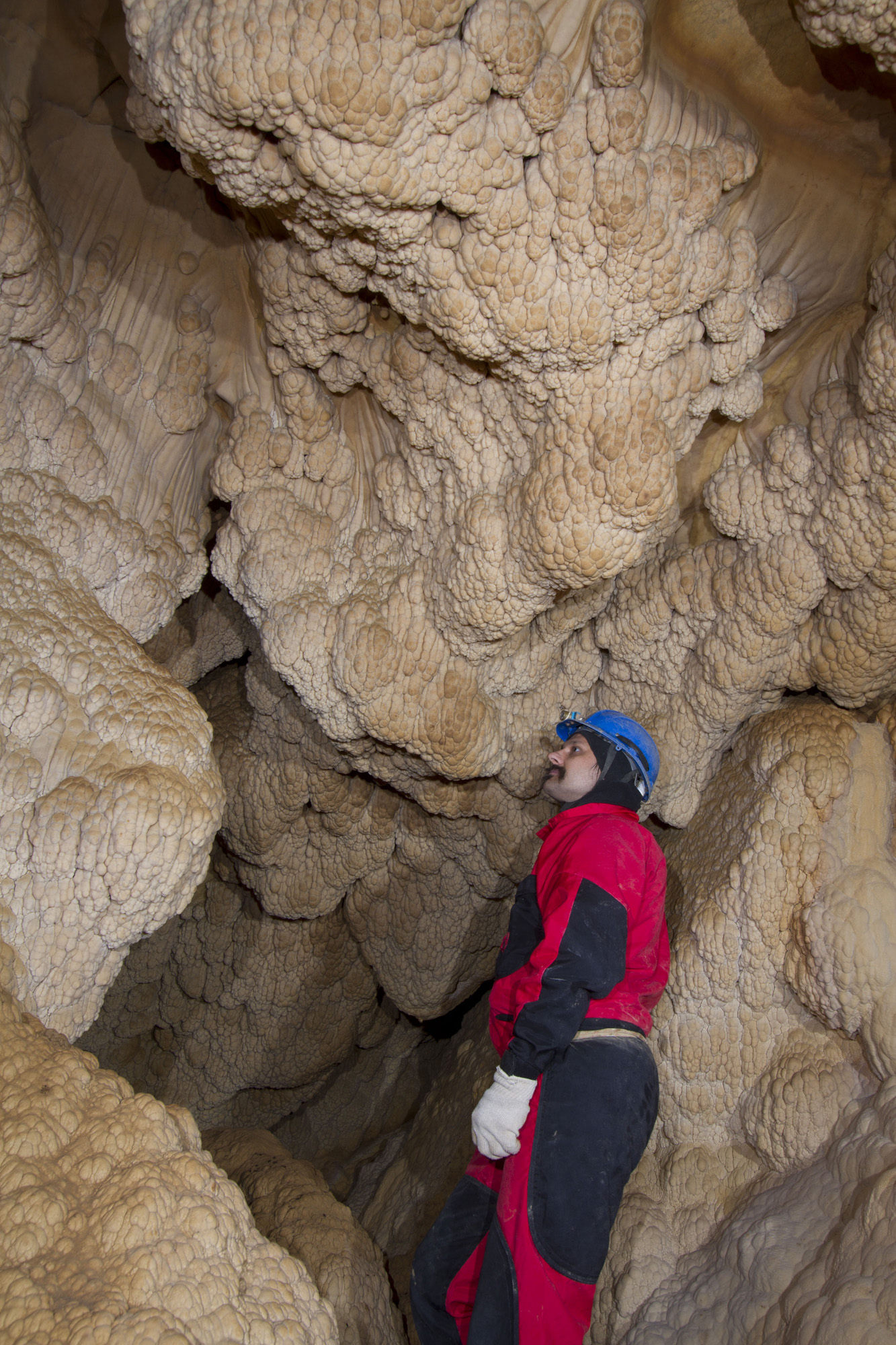
Legény-barlang, Csodagumós járat részlet

Harmadik nap kis kerek bronzpléht találtak, amelyből kicsivel később kb. 15 darab került elő. Negyedik nap ismét ilyen lemezkéket és kerek pléhdarabokat találtak. Napvilágra került olyan lemez is, amelynek kerekre volt kivágva a közepe. Bella Lajos beleillesztett egy kis korongot és az tökéletesen illett bele. Aznap találtak egy I. Ferdinánd féle dénárt is, amely szintén szorosan beleillett a kivágott lemezbe. Ekkor állapították meg, hogy pénzhamisítók tárgyai kerültek elő. A pénzhamisítók a barlang leghátsó fülkéjében verték a pénzt, ahogy ezt az ott talált pléhdarabokból és egy kis bronzöntvény darabból meg lehetett ítélni. Kövekkel zárták el munkájuk közben a barlang leírásánál említett szűk folyosót, melynek legfelső nyílását a valószínűleg kiállított őr figyelmeztetésére teljesen elzárták. Ezért itt idegen nem észlelt semmi gyanúsat. A későbbi kincskeresők ezt a fülkét is átkutatták és a kihordott földdel együtt a régi bűnnek ezeket a jeleit is eltávolították.
A hallstatti korból származik a legtöbb cseréptöredék. Volt köztük néhány olyan darab, amelyek széles és lapos gombbal végződtek. Ezek minden bizonnyal olyan tálaknak a töredékei, melyeknek egy agyaglemez két részre osztotta belsejét. Ez a választófal, ahogy az ép példányból megállapítható, fent, a tál pereme szélén általában kiálló lapos gombbal végződött. A barlang ásatásakor feltűnő volt, hogy a sok cseréplelet között csak egyetlen agyaggyöngy vagy orsópörgettyű-féleség volt és gyerekjáték-szerűség sem került elő. Ezt Bella Lajos úgy értelmezte, hogy a Chlapec-barlangot főleg férfiak lakták. Az asszonyok és a gyerekek az ettől É-ra 70 m-re fekvő Leány-barlangban találtak menedéket. A Leány-barlangban szekérszámra talált hallstatti cserepeket. Ezek között voltak apró edénykék és pörgettyűk is. A Leány-barlangból előkerültek hatalmas edények töredékei is, melyekben valószínűleg vizet tartottak. A Leány-barlangban sokkal több volt a csontár.
Ezek miatt állapította meg azt, hogy a történelem előtti időben a Chlapec-barlang inkább a férfiak, míg a sokkal nehezebben megközelíthető, rejtett Leány-barlang inkább a nők és gyerekek tanyája volt. Aki ez utóbbihoz akart eljutni, annak először a Chlapec-barlang előtt kellett elhaladnia, ahol a férfiak útját állták. Nem bolygatták a Chlapec-barlang előterét a kincsásók, ezért itt a leleteket zavartalan rétegekben találták. Az ásatást a D-i oldalon 7 m, az É-i oldalon 5,5 m hosszúságban, tehát mindkét oldalon a meredek lejtő végéig vezette Bella Lajos. A barlangbejáratnál 2,5–3 m mélységben, míg a lejtő szélén már 0,4 m mélységben elérte az ásó a sziklafeneket. Ásatás közben derült fény arra, hogy a barlang oldalát képező sziklafalak lefelé egyre közelebb összehajlottak, ezért azok a végére hasadékká váltak. A barlang eredeti kezdete volt ez a hasadék. A D-i sziklafalon a bejárattól Ny-ra 4 m-re 1,1 m magasságban mesterséges bevágás figyelhető meg. Ez alkalmasnak tűnt arra, hogy egy gerenda végét befogadja. Az ellentétes oldalon nem volt meg a megfelelő bevágás, mert itt leomlott a sziklafal.

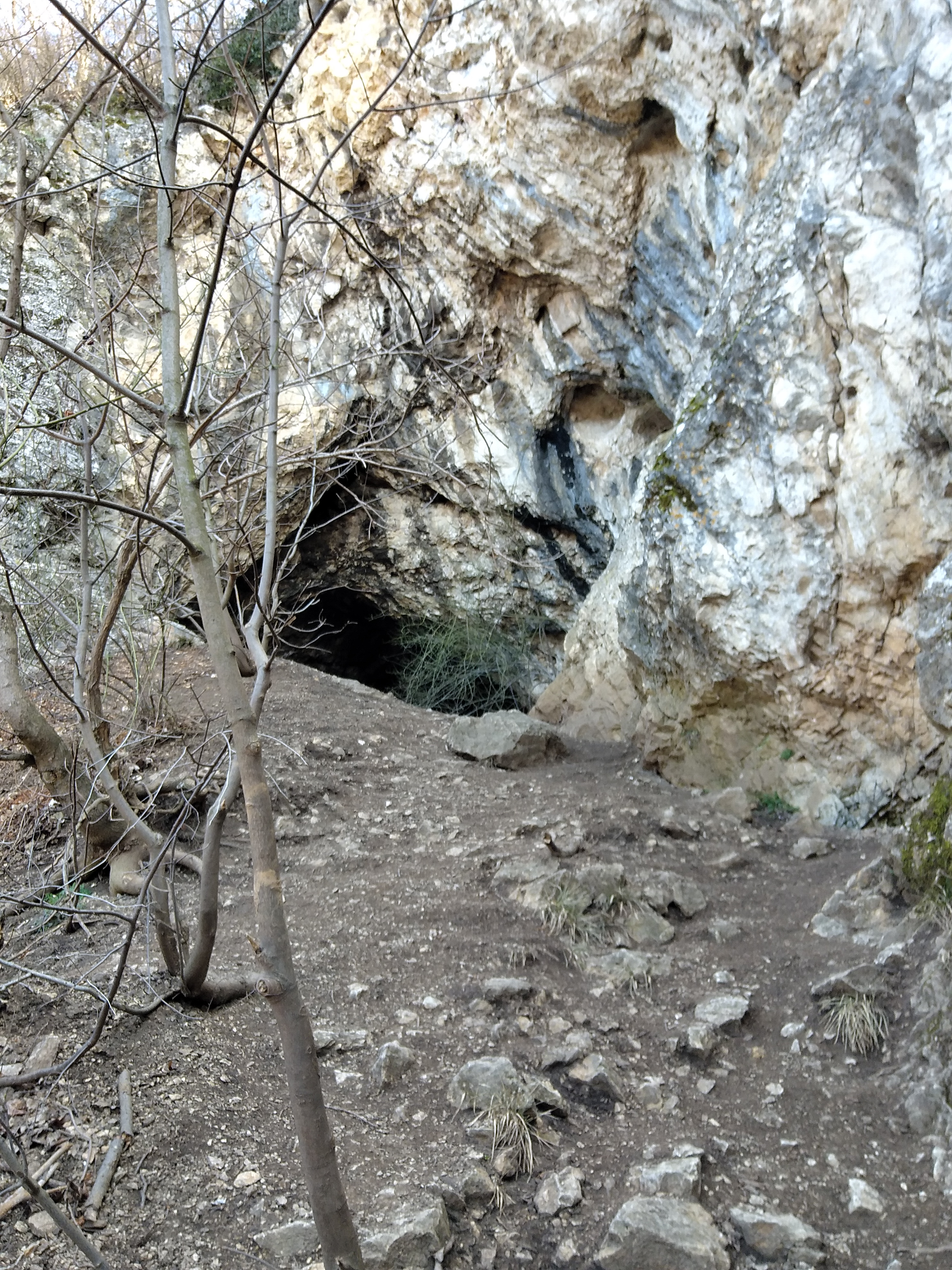
A Legény-barlang bejárata

A barlangbejáratnál az alapvonalat metsző A–A' egyenesnél bevezetett 2 m széles keresztárok először vékony szürkésfekete humuszréteget vágott át. Ez alatt 15–20 cm-es vörösessárga agyagréteg következett, amelyben kb. 80 cm átmérőjű tűzhely volt. Tovább lefelé átlag 40 cm vastag, sok kőtörmelékkel kevert agyagréteg következett rágcsálók széles csontfészkeivel, amelyek ragadozó madarak begyéből jöttek létre. A téli munka egyik feladata a kis csontok meghatározása. Alatta sárgás agyag kezdődött, amely a sziklafenékig tartott. Ebben a felszíntől 1,3 m-re találtak egy nagyobb állatcsontot, amelyet szintén később akartak meghatározni. A második keresztárok gyorsan sok cserepet tárt fel, de ezek különböző koriak. Csak egy helyen, a bejárattól 3,2 m-re, 40 cm mélyen kezdődött egy nagyobb tűzhely, melyből előkerült egy kengyelvas. Ez a tűzhely Ny-ra egyre nagyobb lett és nagyon nagy faszéndarabok voltak benne. Legnagyobb része sokkal tovább ért a bejárattól mért 4 m-en, itt ismét volt egy kengyelvas.
A tűz legnagyobb része kívül volt a D-i oldal sziklafalában lévő bevágástól, azért is, mert az É-i sziklafal a barlang felé sokkal beljebb helyezkedhetett el. Ez azzal magyarázható, hogy az említett bevágástól egy gerenda vezetett keresztül rézsút az É-i sziklafalhoz. A barlangot elzáró palánkot ez a gerenda tarthatta. Az ellenség (amelynek kilétét a szakértők talán a kengyelvasak alapján meg tudják állapítani) ezen a kapun kívül nagy tüzet rakott, méghozzá nyers fából (ezért kerültek elő darabos szénmaradványok), és a tűz füstjével a barlangba menekülteket minden bizonnyal megadásra kényszerítette. Lehet, hogy a tatárjárás vagy a törökvilág emléke ez. Ennek az eseménynek a kora valószínűleg a középkori edénytöredékekből is meghatározható. A történelem előtti idők cserepeiből ettől a tűzhelytől D-re sok került elő.
Sem a Chlapec-barlangból, sem a Leány-barlangból nem került elő La Tène, vagy római kori cserép. Pedig előkerült egy térdfibula a Chlapec-barlang bejárata előtti második árokból, a Leány-barlangból meg egy nagyon szép és majdnem teljesen ép római csontfésű. Az ásatás végeredménye az, hogy mindkét barlang az újkőkorszakban, a bronzkorban és a hallstatti korban, majd a középkorban megint a környéken élők menedékhelye volt. A hallstatti idő emberei laktak bennük legtovább, amit az ebből a korból származó sok cserép bizonyít. Az sem elhanyagolható eredmény, hogy ezek miatt az ásatások miatt átértékelhető az Esztergom vármegye monográfiájában szereplő néhány sor, amelyek szerint egyesek (akik ezeknek a barlangoknak őskori állapotát nem ismerik) azt mondják, hogy ezek a barlangok nem lehettek ősemberek lakhelyei. Az ásatást nem tudta befejezni Bella Lajos, mert a harmadik hét végén jelentkezett nála a barlangi reuma.

### 1913–1929

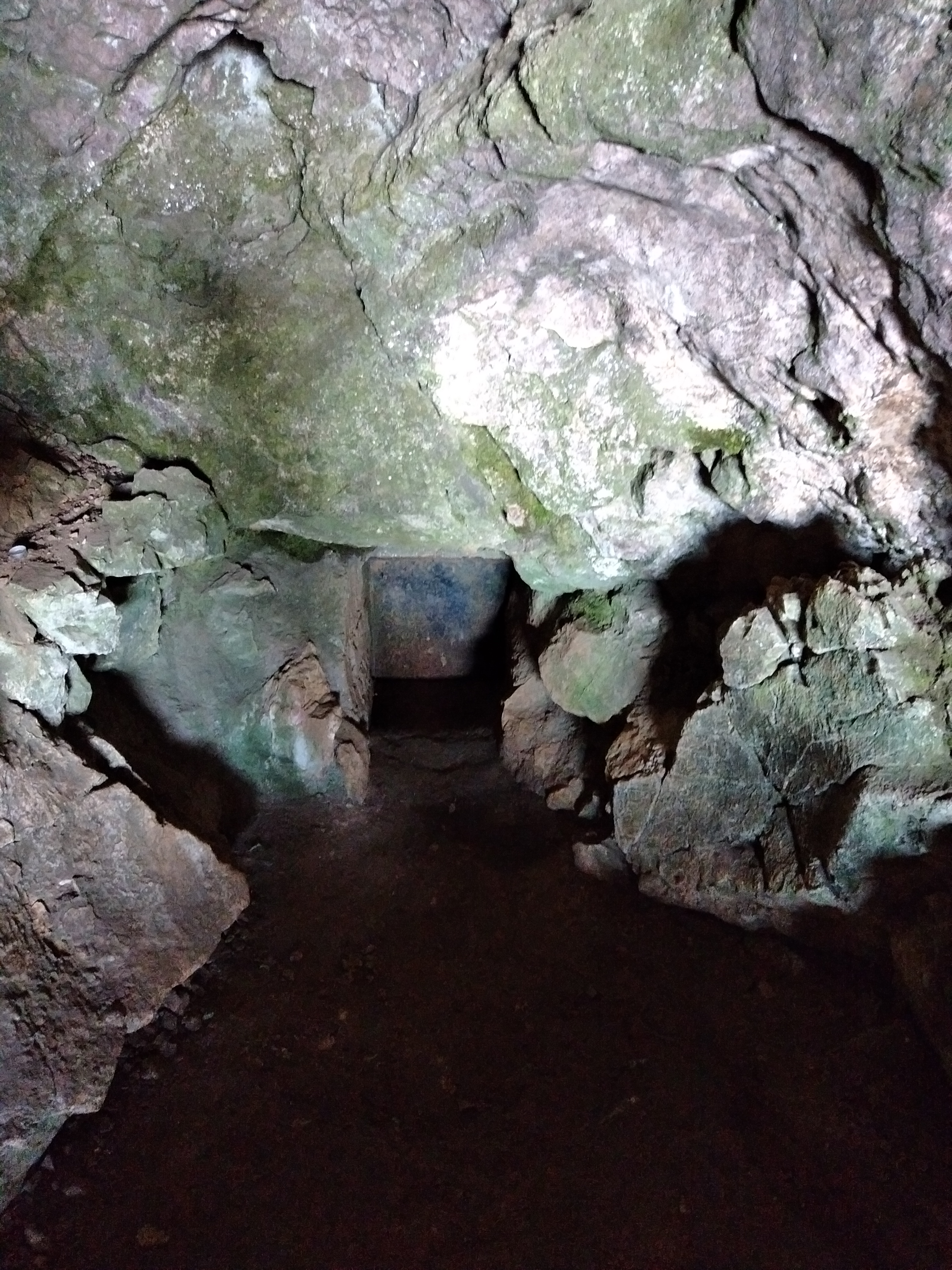
A Legény-barlang belsőbb részeit lezáró ajtó

Az 1913. évi Barlangkutatásban az van írva, hogy Bella Lajos a Magyarhoni Földtani Társulat Barlangkutató Szakosztályának 1913. május 5-én tartott szakülésén, A Legény- és Leány-barlang ásatásának régészeti méltatása címmel tájékoztatást adott azokról az ásatásokról, amelyeket Kadić Ottokárral együtt, múlt év tavaszán, a Magyarhoni Földtani Társulat Barlangkutató Bizottságának megbízásából, a fent nevezett barlangokban végzett. A Legény-barlang vékony alluviális humusztakarójában talált leletek arról tanúskodnak, hogy ezt a barlangot az ember többször lakásként használta az újabb kőkorszaktól kezdve egészen a történelmi időig. Teljesen meddő volt a humusztakaró alatt található diluviális plasztikus vörösagyag.
Kadić Ottokár a beszámolóhoz kapcsolódó hozzászólásában azt mondta, hogy a Legény-barlangban előforduló plasztikus vörösagyagot néhány más hazai barlangban is megtalálta. Ez mindig a barlangok fenekén van és mindenhol meddő. Ennek az agyagnak a tanulmányozását a mineralógusok és a petrográfusok figyelmébe ajánlotta Kadić Ottokár. Strömpl Gábor is hozzászólt az előadáshoz. Ő úgy gondolta, hogy a Legény-barlang csukva volt a diluviumban és az alluvium elején szakadt fel. Ezzel magyarázható az a helyzet, hogy ebben a lakásra rendkívül alkalmas barlangban a diluviális ősember nyomai miért hiányzanak.
Az Esztergom című folyóirat 1913. február 2-i száma szerint Esztergom vármegye monográfiájában az olvasható, hogy Esztergom vármegyében nem lehet barlanglakók nyomaira bukkanni, mert nincs ott olyan barlang, amely megőrizte az egykor benne élt ősember nyomát. Ennek az állításnak az ellenkezőjét bizonyítják a Csév felett, a Pilis hegy Ny-i oldalán található Chlapetz-barlangban és Névtelen barlangban múlt évben végzett ásatások. Az esztergomi turisták 1912. május 5-én éppen pihenőt tartottak a mexikói erdészlaknál, amikor Pilismarótról megérkezett Tirtsch Rezső főerdőmérnök társaságában a Földtani Társulat által kiküldött barlangkutató bizottság: Kadić Ottokár geológus, Bella Lajos régész és Bekey Imre Gábor. Másnap kezdték el átvizsgálni a barlangokat, amelynek meglepő eredménye lett.
A vallás- és közoktatásügyi miniszter által biztosított költségen három héten keresztül végzett ásatás sok neolit kori (nukleus, obszidián pengék, átfúrt állatfog, kőgyöngy, csontárak stb.), bronzkori és hallstatti kultúrájú leletet, leginkább cseréptöredékeket hozott felszínre. Ez annak a jele, hogy már évezredekkel ezelőtt is lakták emberek ezeket a barlangokat. De előkerültek középkori tárgyak is, pl. bronzlemeznyiradékok és lapocskák, amelyek hasonló nagyságúak voltak az azidőtájt készített pénzekhez. Sőt, állítólag két darab hamispénz is előkerült II. Lajos (1516–1526) és I. Ferdinánd idejéből. A barlangban tehát hamispénzverők tanyáztak. A Chlapec-barlanghoz hasonlóan nagy barlangból van néhány a megyében, amelyek átkutatása szintén fontos adatokat szolgáltatna Esztergom vármegye történelem előtti őskorához.
Az 1915. évi Barlangkutatásban meg van említve, hogy az É-ra néző bejáratú Klotild-barlang védett fekvése önmagában nem döntő jelentőségű annak a kérdésnek az eldöntéséhez, hogy lakott e ősember a Klotild-barlangban, mert a Kis-kevélyi-barlang szintén É-i fekvésű, sőt teljesen védtelen, de mégis ez a hely volt eddig Magyarország egyik leggazdagabb lelőhelye. A DNy-ra néző és ideálisan védett helyen lévő Leány-barlang és Legény-barlang kiásása bizonyíték volt arra, hogy ez utóbbi két barlangban sohasem tartózkodott diluviális ember.

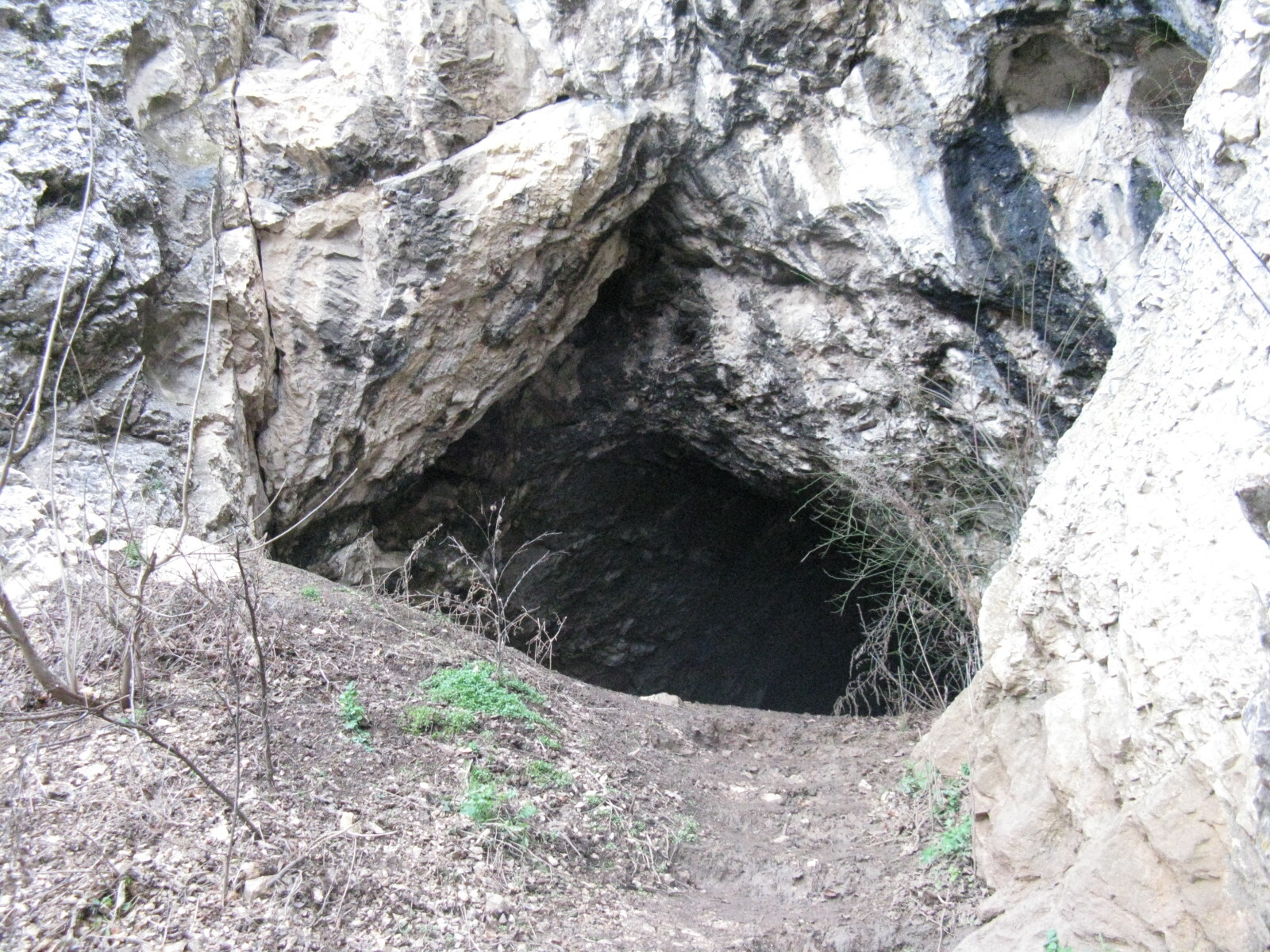
A Legény-barlang bejárata 2016-ban

Az 1920-ban napvilágot látott Budapest Duna-jobbparti környéke című kiadványban szó van arról, hogy szép, széles ösvény vezet a Pilis hegy omladékos oldalában lévő szerpentineken a Legénybarlanghoz. A Legénybarlang (Klapec barlang) egy hatalmas bejáratú barlang, amely 6 m széles és 4 m magas. A teljesen száraz csarnok 23 m hosszú. A csarnokba régen, az ásatásnál korábban egy szűk nyíláson keresztül hason csúszva lehetett bejutni. Napjainkban azonban hajlott testtartással be lehet menni. A csarnok egy élére állított, üreges gyűrűhöz hasonlóan, a két oldalon nyíló kéményen keresztül függőlegesen megmászható. A barlangban nem találták meg a diluviális ember nyomait, de más, nagyon becses régészeti anyag előkerült. A barlangot kitöltő vékony humuszréteg alatt húzódik a teljesen meddő vörösagyag és mészkőtörmelék. A lerakódás diluviális részében csak a bejárat közelében fekvő sárga anyag tartalmaz néhány fosszilis csontot. Az ember jelenlétét bizonyító leletek a csiszolt kőkorszakba, a bronzkorba, a hallstatti korba és a középkorba sorolhatók. A Legény-barlang tőszomszédságában, a Legény-barlangtól É-ra 50 lépésre, azonos magasságban helyezkedik el a Leány-barlang, amely kisebb a Legény-barlangnál.
Az 1920. évi Barlangkutatásban kiadott könyvismertetésben, amely a Budapest Duna-jobbparti környéke című könyvről szól, meg van említve, hogy a könyvben le van írva a Legény barlang. 1921-ben a Budapesti Egyetemi Turista Egyesület tagjai sok, Pilis-vidéken lévő barlang térképezését kezdték el, pl. elkészítették a Legénybarlang alaprajz térképét maguk szerkesztette teodolit segítségével. Az 1921. évi Barlangkutatásban szó van arról, hogy a BETE Barlangkutató Szakosztálya 1921-ben átgondoltan átkutatta és felmérte a Pilisben lévő csévi sziklákban nyíló, jelentősebb Legény-barlang belső bonyolult üregét. A barlang pontos felmérését és térképezését a szakosztály technikus tagjai végezték. Az 1924-ben megjelent Budapest Duna-jobbparti környéke című kiadványban meg van ismételve az 1920-ban publikált könyv Legénybarlangot (Klapec barlang) bemutató része. Az 1926. évi Esztergom Évlapjaiban megjelent tanulmány szerint 1912-ben nagy ásatás történt a Csév feletti Pilis hegy oldalában található Klapec-barlangban, melyet Bella Lajos kutatott át szakszerűen. Mivel a barlangból csak neolit leletek kerültek elő, ezért ezt az ásatást később fogják ismertetni.

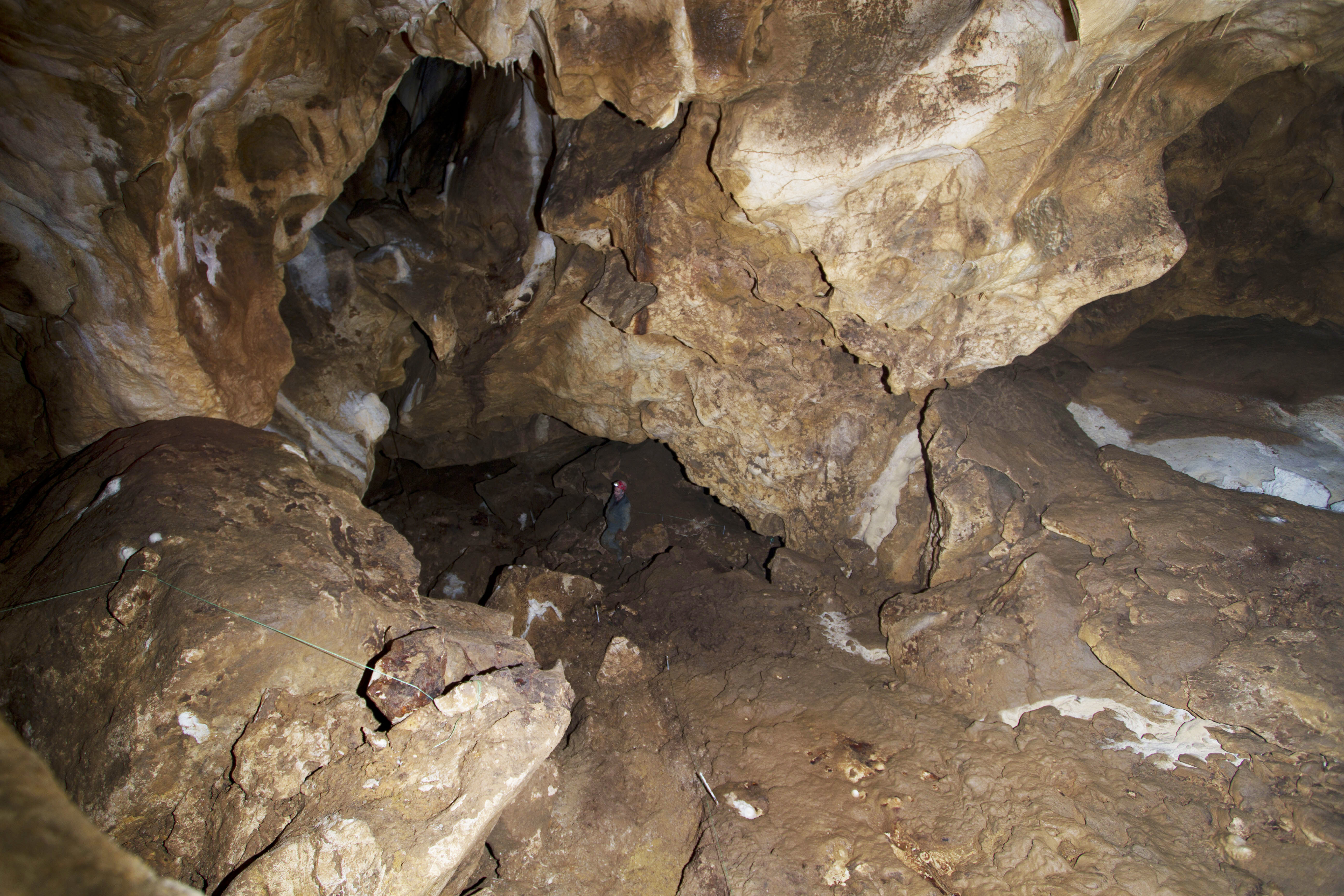
Legény-barlang, Denevér-ág részlet

A Turisták Lapja 1929. évi évfolyamában publikálva lett, hogy a Pilis hegységnek az a része, amely Esztergomtól Pilisborosjenőig húzódik és leginkább mészkőből, illetve dolomitból áll, egyéb természeti kiválóságai mellett főleg barlangjairól nevezetes. Ebben az évben fordulat állt be abban az ügyben, hogy egyrészt az érdekelt települések elöljárói, de leginkább a Magyar Turista Egyesület felismerve az itt lévő barlangok jelentőségét, kezdték sürgetni azok szakszerű kutatását. Így kezdődött el tavasszal a Csévi-barlang ásatása és amikor a nyári idény beálltával a munka itt ellanyhult, Kadić Ottokár Klastrompusztára ment, hogy elkezdje az ott található barlangok kutatását. Ehhez a vállalkozáshoz a Magyar Turista Egyesület adott Kadić Ottokárnak anyagi támogatást. Ez a segítség tette számára lehetővé azt, hogy egyrészt a Pilis hegységben egy korábban elkezdett, de abbamaradt barlangkutató munkáját folytathassa, másrészt pedig a Pilis hegységnek olyan kedves és bájos részével ismertette meg, ahová mindig szívesen fog visszatérni.
A klastrompusztai menedékháztól DK-re látható sziklacsoportban, a Chlapecban helyezkednek el a kutatáshoz kiválasztott, klastrompusztai barlangok, a Legény-barlang és a Leány-barlang. Háttérben vannak a Pilis hegy sűrű erdővel benőtt bércei, melyeket égnek meredő mészkőszirtek tarkítanak. A két barlang legkönnyebben úgy található meg, hogy a Pilisszántóról jövő barna és zöld jelzésű, vagy a Csévről jövő sárga jelzésű utakon haladva az útjelzőtábláknál a vörös és barna jelzésű útra kell rátérni. Ezen az úton az erdőben a Legény-barlangot jelző tábláig kell menni. Itt jobbra le kell térni és mély töbör peremén, részben hegyomlásból származó, mohával benőtt kőtömbök között haladva a Chlapec sziklafal aljához, majd ennek szélén felfelé kapaszkodva a Legény-barlang bejáratáig kell menni. Innen a sziklafal alján kb. 100 lépést kell gyalogolni a Leány-barlangig. A két barlangot legcélszerűbb a klastrompusztai menedékháztól megközelíteni, ahonnan 20 perc gyaloglással elérhetők.

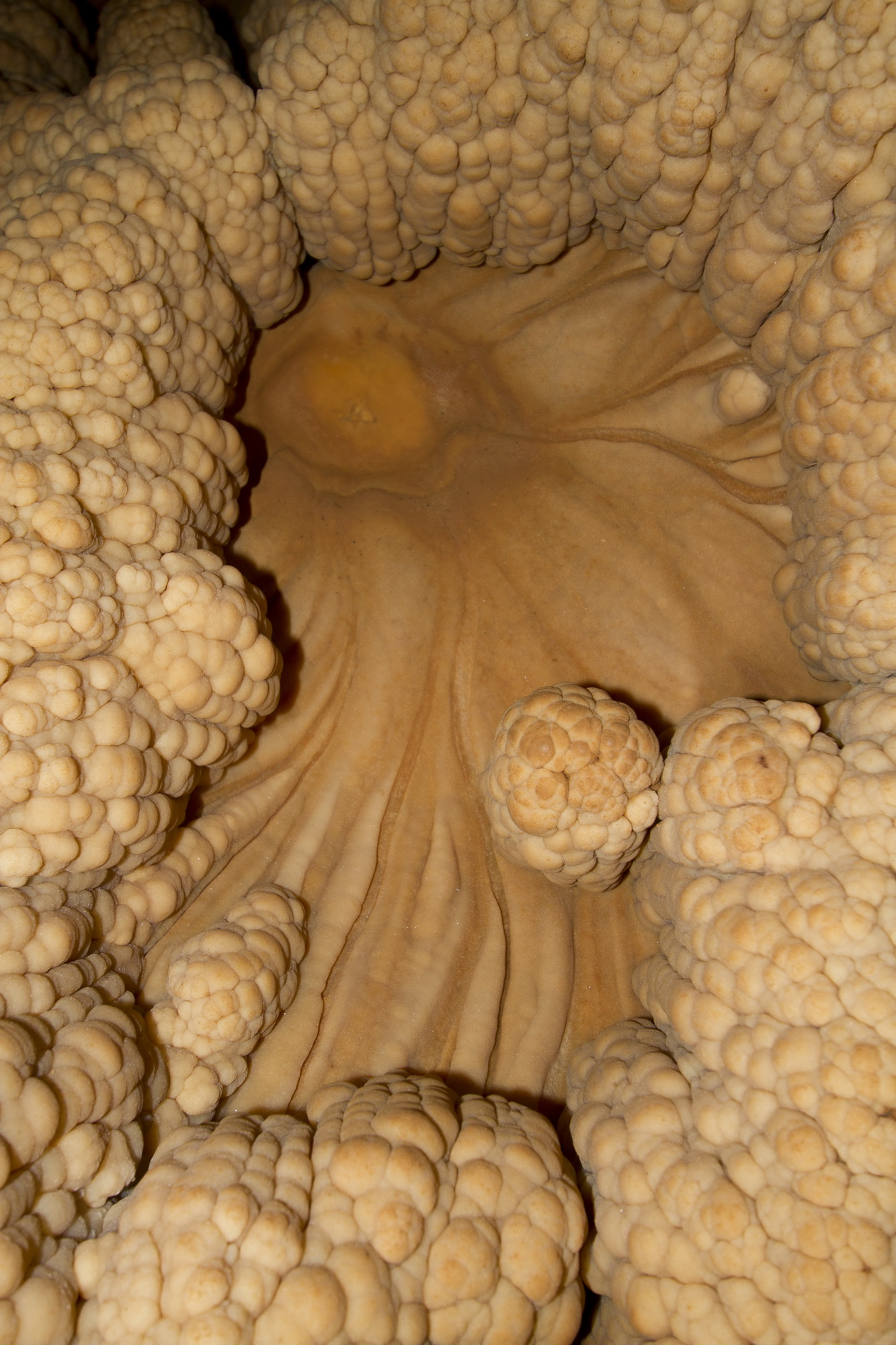
Legény-barlang, Csodagumós járat részlet

Először Bekey Imre Gábor hívta fel Kadić Ottokárék figyelmét a klastrompusztai barlangok létére és 1911-ben, egy kiránduláson bemutatta azokat nekik. Mivel mindkét barlangot ásatásra alkalmasnak találták Kadić Ottokárék, ezért a Magyarhoni Földtani Társulat Barlangkutató Bizottság vezetősége megbízta Bella Lajost és Kadić Ottokárt, hogy a Magyar Királyi Vallás- és Közoktatásügyi Minisztérium által az Országos Régészeti és Embertani Társulatnak erre a célra kiutalt 1350 korona ásatási költséggel kezdjék el a kutatást. Így lett lehetséges, hogy 1912. május 5-től május 25-ig Tirts Rezső pilismaróti erdőtanácsos által helyben segítve a mexikói erdészlakból kiindulva ebben a két barlangban megkezdjék az ásatást.
Kadić Ottokár a Legény-barlangban vezette a részletes ásatást, Bella Lajos pedig a Leány-barlangban a kincsásók által kiásott anyagban kereste az őslénytani és ősrégészeti leleteket. Mindkét barlangban kielégítő volt az eredmény, mert rövid idő alatt megtelt egy láda neolit, bronzkori, hallstatti és középkori agyagedények töredékeivel, illetve állati és emberi csontokkal. Bella Lajos itt találta meg pénzhamisítók különböző eszközeit. Mert viszonylag vékony volt a Legény-barlangban a kultúrmaradványokat rejtő humuszréteg, ebben a barlangban befejezték az ásatást, a Leány-barlang részletes ásatására ezután került volna sor, de anyagi eszközök hiányában még nem történt meg az.
Közben a Budapesti Egyetemi Turista Egyesület megalakította barlangkutató szakosztályát és munkaterületéül a Pilis hegységben lévő barlangokat választotta. A munka elkezdődött és az ifjú, leginkább technikusokból álló barlangkutató turistacsoport, név szerint Györgyfalvay Dezső, Frank István, Fuchs Károly, Kessler Hubert, Kiss Gyula és mások elkezdték pl. a Legény-barlang feltárását és felmérését. Ezeknek a kutatásoknak szép eredményei lettek, de még nem lettek nyilvánosságra hozva. Mivel a Legény-barlangban annak idején be lett fejezve az ásatás, ezért a Pilis hegységben ezévben történt ásatásait a Leány-barlangban végezte Kadić Ottokár.

### 1931–1943
A Turisták Lapja 1931. évi évfolyamában megjelent tanulmány szerint Bekey Imre Gábornak az állandó agitációjával sikerült hamar 1000 koronát szereznie. Ezen a pénzen Bella Lajos és Gerecze Péter a Pilis hegy Ny-i oldalán, Klastrompuszta felett lévő Legény-barlangban és Leány-barlangban ásatást végezhettek. A Legény-barlangban nem volt eredményes az ásatás, mert hamar elérték a meddő barlangi vörösagyagot (terra rossa). Minden bizonnyal ez a hatalmas, csarnokszerű barlang ideális, védett elhelyezkedése ellenére sem volt emberek által lakható állapotban a diluviumban. Lehet, hogy a belsejéből kiszivárgó sok csapadékvíz miatt volt csepegősen nedves. Később a szárazzá vált barlang az újkőkorszaki embernek volt tartózkodási helye, amit a sok fekete cserép maradéka igazol. Majd a környéken élőknek menedékül szolgált a rómaiak idejében a népvándorláskor, valamint a tatárjárás idején. A barlang külső előterének jobb oldali falán láthatók a torlaszt alkotó gerendák elhelyezéséhez készült kivésések. Ezt a barlangot kb. úgy használták mint egy kis várat, nagyon veszélyes volt a meredek és egyszerre csak egy embernek járható lejtőn megközelíteni. A Legénybarlangtól É-ra 50 m-re van a Leány-barlang, ahol szintén nem talált őskori embernyomokat Bella Lajos.

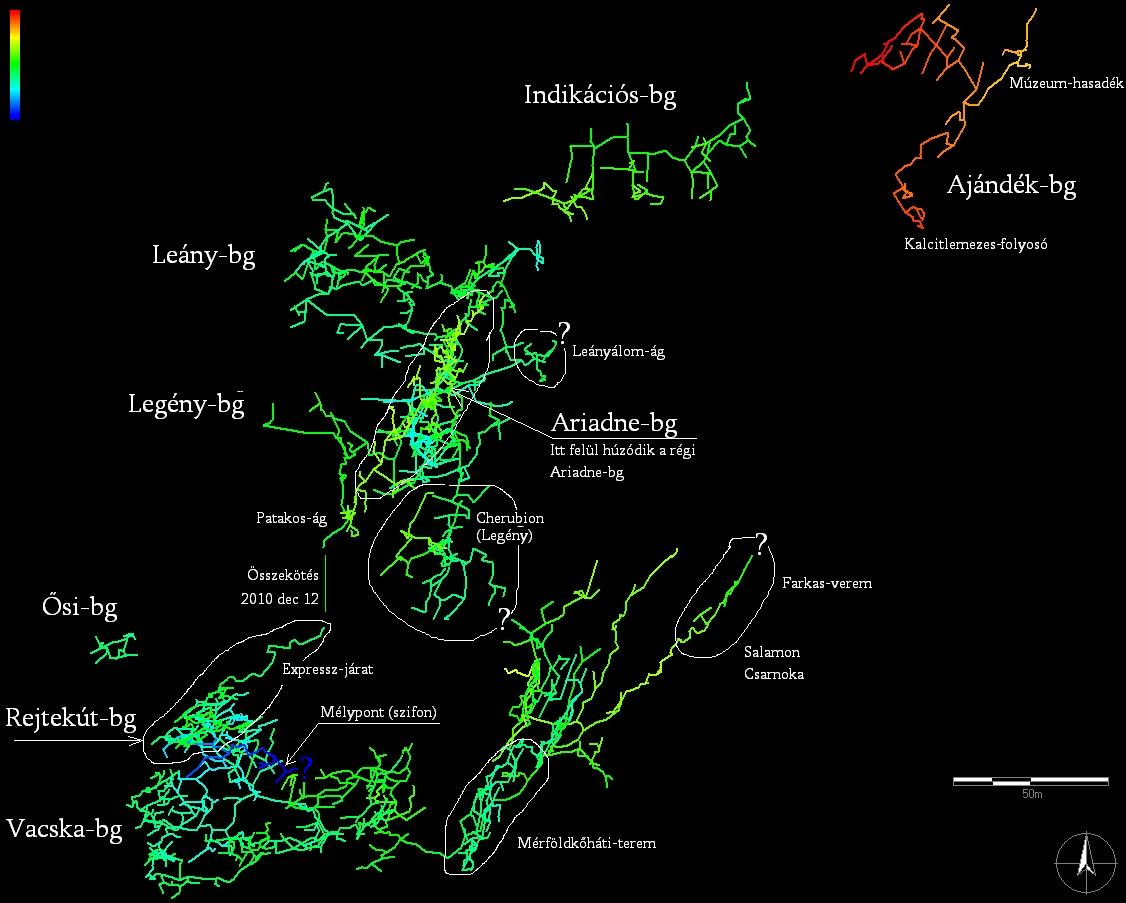
A Csévi-szirtek hosszú barlangjainak poligontérképe

Az 1931-ben napvilágot látott, Természetvédelem és a természeti emlékek című könyvben az szerepel, hogy a Legény-barlang Pilisszentlélek (Esztergom vármegye) határában van. Nagy bejárata egy 22,5 m hosszú, átlag 6 m széles és 4 m magas csarnokba vezet, melynek végén szűk hasadékon átbújva nehezen megközelíthető, és több nagyobb üregből álló belső részbe lehet jutni. Turisztikai szempontból nevezetes. Kutatásakor csak a bejáratnál, a diluviális rétegben volt néhány fosszilis csont. Az alluviális takaró sokkal gazdagabb volt. A lerakódott humuszban egy lencseszerűen települt réteg tele volt recens mikrofaunával, madárcsontokkal és apró rágcsálókkal. A Spalax maradványok is érdeklődésre tarthatnak számot. Ezekről Kormos Tivadar megállapította, hogy fajilag a Magyar Alföldön és Erdély Ny-i részeiben jelenleg is élő Spalax hungaricus maradványok. Ez az állatfaj eddig nem volt ismert a Dunántúl jelenlegi faunájában. Bella Lajos szerint a kiásott régészeti anyag a neolit, a bronzkori, a hallstatti és a középkori emberkultúrát képviseli. A Leány-barlang a Legény-barlang tőszomszédságában van.
Az 1932-ben kiadott, Az Aggteleki cseppkőbarlang és környéke című könyvben a Pilis hegység és a Visegrádi-hegység barlangjai között ismertetve van a Legény-barlang. A barlang Pilisszentlélek határában, a Pilis hegy oldalában helyezkedik el. A barlang nagy bejárata után található egy 23 m hosszú, 6 m széles és 4 m magas csarnok, amelynek végén szűk hasadékon átbújva néhány nagy üregből álló belső részbe lehet jutni. Érdekes, őstörténeti és őslénytani leleteket fedeztek fel az első csarnokban. Az ismertetés 3 publikáció alapján lett írva. (A Legény-barlang tőszomszédságában fekszik a Leány-barlang.) Az 1932-ben napvilágot látott, Természetvédelem és a természeti emlékek című könyvben meg van ismételve a könyv 1931. évi kiadásának Legény-barlangot tárgyaló része.
Az 1935. évi Erdészeti Lapokban szó van arról, hogy a Legény-barlang a királyi közalapítvány erdejében, Pilisszentlélek határában, a Simon halála sziklái alatt van. A barlang csarnoka 6 m széles, 4 m magas és 23 m hosszú. Őslénytani és őstörténeti anyag került napfényre az ásatásokkor. A Legény-barlang mellett, attól É-ra van a kisebb Leány-barlang. Az 1937. évi Földrajzi Közleményekben meg van említve, hogy a Pilis hegy Ny-i oldalában két kisebb barlang is van: a Legény-barlang és a Leány-barlang. Különös, hogy eddig nagyobbat és többet nem fedeztek fel a hegy hatalmas mészkőtömegében.
A Turisták Lapja 1937. évi évfolyamában az van írva, hogy a Pilis hegy oldalában, a Csévi-szirtekben, a Leány-barlang előtt helyezkedik el a Legény-barlang, amelynek másik neve Klapec-barlang. A Pilis-nyereghez vezető Vörös út jobb oldalán elhelyezkedő hatalmas töbrök előtt kiágazó jelzett turistaösvény előbb a Legény-barlanghoz, majd tovább haladva a Leány-barlanghoz vezet. 7 m magas és 4 m széles bejárata 23 m hosszú előcsarnokba vezet, ahonnan egy sziklakapun keresztül kis terembe lehet jutni, melynek DK-i végén található kéményen és egy szűk kis lyukon át a barlang egyik alacsonyabb termébe lehet leereszkedni. Innen megint egy lyukon át kb. 60 m hosszú teremsorozatot lehet elérni. Ebből a részből mostanában fedezett fel a Természetbarátok Turista Egyesülete néhány teremből és hatalmas, 20–25 m mély kürtőkből álló részt.

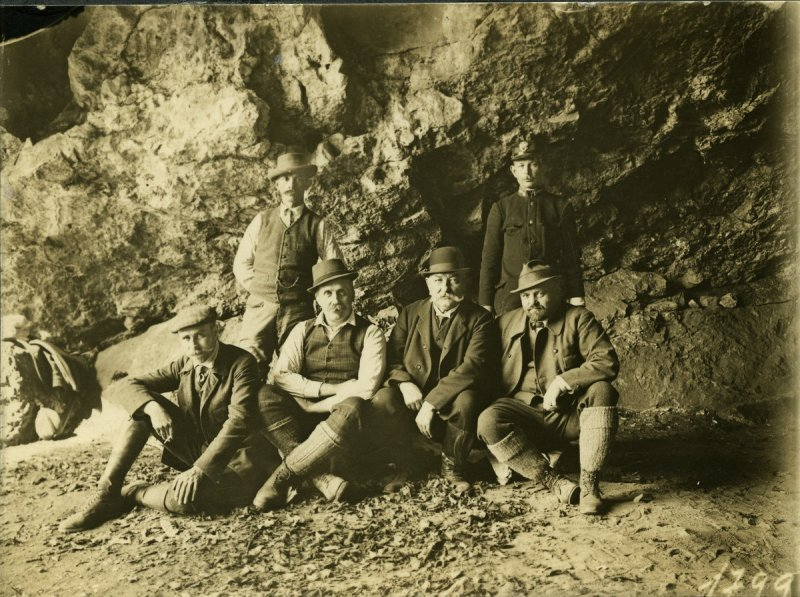
A Legény-barlang bejárata régen

A mellette lévő Leány-barlanggal együtt 1912-ben indult el a barlang régészeti feltárása. A Leány-barlang előtt elhelyezkedő Legény-barlangot is, ahogy a Leány-barlangot Kadić Ottokár és Bella Lajos 1912-ben ásatták fel. Itt is megelőzték a régészeket a kincsásók. A sok újkőkorszaki és hallstatti cserépmaradványon kívül sok újkőkorszaki feltört emberi csontmaradványt is találtak, amiből az itt élő ősember kannibalizmusát gyanították a kutatók. Az ásatás egyik érdekessége volt egy I. Ferdinánd idejéből származó pénzhamisító készség, valamint a hozzá való eszközök előkerülése.
Az 1937-ben megjelent és Szeghalmy Gyula által írt könyvben szó van arról, hogy a Pilis-csoport említésre méltó egyik barlangja a Legény-barlang. A Pilis-masszívum omladékos Ny-i oldalában, a csévi határhoz tartozó Legény-barlang és Leány-barlang érdekessé teszik a területet. Mindkettő jól karbantartott úton elérhető és mindkettő dachsteini mészkőben jött létre. 5 m magas és 6 m széles a Legény-barlang bejárata. A két barlang előcsarnokaiból a tulajdonképpeni barlangjáratba egykor szűk nyílások vezettek, de jelenleg ezek már ki vannak tágítva és ezért kényelmesen megfigyelhetők. A barlang menedékhelye volt az ősembernek a kő- és bronzkorban. Ezt bizonyítják ugyanis a vastag barlangi agyag, kőtörmelék és denevérguanó alól előkerült prehisztorikus leletek, amelyeket lelkes kutatók fedeztek fel néhány évtizeddel ezelőtt.
A könyv másik részében meg van említve, hogy a csévi barlang leletei azt igazolják, hogy a csévi barlangot az újkőkorszakban és a bronzkorban lakta a barlangi ős. Szeghalmy Gyuláéknak a Szopláki-ördöglyukban pihenve eszébe jutott, hogy nem a Szopláki-ördöglyuk az egyetlen barlang a környéken. Sőt, barlangok egész csoportja van errefelé (pl. a Csévi-barlang, a Macska-barlang, a Klotild-barlang és a Pilis hegy túlsó oldalán lévő Csévi-szirtekben keletkezett Leány-barlang és Legény-barlang). A Leány-barlangnál és a Legény-barlangnál lejjebb helyezkedik el a Csévi-barlang.
Az 1938. évi Barlangvilágban található és Kadić Ottokár által írt beszámolóban az olvasható, hogy a Budai Vár-barlangban folyó nagy munkálatok kihatással voltak a többi barlangkutató egyesületre is, amelyek azután kissé távolabb elhelyezkedő barlangokban (pl. a Legény-barlangban) szerény keretek között megkezdték a munkát. A Természetbarát 1938. évi 3–4. számában meg van említve, hogy a TTE barlangkutatói eltervezték, hogy ha elég érdeklődő lesz, akkor Pest környéki barlangkörtúrát (pl. Legény-barlang, Szemlő-hegyi-barlang, Ferenc-hegyi-barlang, Pál-völgyi-barlang, Solymári-ördöglyuk, Kevélyi barlang) fognak vezetni. A természetbarát mozgalom már eddig is sok maradandót hozott létre a barlangkutatás terén, amelyet tanúsít pl. a Legény-barlang (Pilis hegység) legszebb részeinek felfedezése. Őszi barlangtúranaptár: 1938. november 27., Legény-barlang (vezető: Kerekes P.). A barlangban elkezdődik ősszel a kulturális munka, mert tervbe lett véve a Betyárlyuk kiszélesítése és a nehezen járható falrészek U-vasakkal történő kiépítése.
Az 1939-ben megjelent és Jellinek János által írt A magyar természetjárás története című könyvben a Természetbarátok Turista Egyesületének 1910. évi barlangkutató tevékenysége között az olvasható, hogy leginkább a Legény-barlang feltárásával foglalkozott az egyesület. Az 1941-ben napvilágot látott Magyar turista lexikonban külön szócikke van a barlangnak. A kiadványban szó van arról, hogy a Pilis hegységben, Klastrompuszta közelében helyezkedik el a Legénybarlang. Nagy bejárata egy 23 m hosszú, 6 m széles és 4 m magas csarnokba vezet. A csarnok végén lévő szűk hasadék után következik egy belső szakasz, amely több nagy üregből áll. A nagy csarnokból értékes őstörténeti és őslénytani leletek kerültek elő. Az Országjárás 1942. évi évfolyamában meg lett említve, hogy a Pilis hegységben kb. 30 barlang van és ezek között a két csévi barlang is jelentős.
Az 1943. évi Barlangvilágból megtudható, hogy 1943. március 13-tól 15-ig Bertalan Károly, Albert Béla, Szenes János és Szántho Róbert barlangtani kutatásokat végeztek Klastrompuszta környékén, amelynek során bejárták a Legény-barlangot. Az 1943. évi Magyar Turista Életben kiadott és Strömpl Gábor által írt tanulmány szerint a Pilis hegység legnagyobb töbre a Klastrompuszta feletti Legénybarlang alatt van. A Magyar Állami Földtani Intézet 1943. évi jelentésében szó van arról, hogy a szerkezeti mozgásokkal kapcsolatos hévízfeltörések következményeként jött létre a Legénybarlang, amely a Csévi-szirtek Ny-i falában helyezkedik el. A Legénybarlangtól kb. 100 m-re van a Leánybarlang.
A Természettudományi Közlöny 1943. évi 230. pótfüzetében az olvasható, hogy a természetvédelemről szóló 1935. IV. tc. alapján az Országos Természetvédelmi Tanács 1939-ben történt létrejötte óta a földművelésügyi miniszternek a vallás- és közoktatásügyi miniszterrel egyetértve hozott határozatai alapján az Országos Természetvédelmi Tanács javaslatára törvényes védelem alá került pl. a Pilisszentlélek (Esztergom vármegye) határában, a Magyar Katolikus Vallásalap tulajdonában lévő 57,72 kataszteri holdnyi véderdő a benne elhelyezkedő mészkősziklákkal, a Leány-barlanggal és a Legény-barlanggal, illetve a buhu fészkelőhelyével (1942. július 28-tól a 90.831/1942. számú FM határozattal).
A Turisták Lapja 1943. évi évfolyamában publikált, Vastagh Gábor által írt levél szerint a budapesti turistákat a Pilis hegység helyei közül leginkább pl. a Pilisszentlélek határában fekvő véderdőben található mészkősziklák (a Leány-barlanggal és a Legény-barlanggal) érdeklik. Ezek a mészkősziklák azért lettek védettek, mert itt fészkel egy ritka madárfaj (buhu). A Leány-barlang és a Legény-barlang, illetve a Pilis hegységben lévő sok másik hely pedig valószínűleg azért lettek védettek, mert (a törvény szerint) különlegesen érdekesek, vagy tájképi szépségük miatt a természetélvezet (turistaság, kilátás, tartózkodás), illetve testedzés szempontjából különösen értékesek.

### 1948–1978

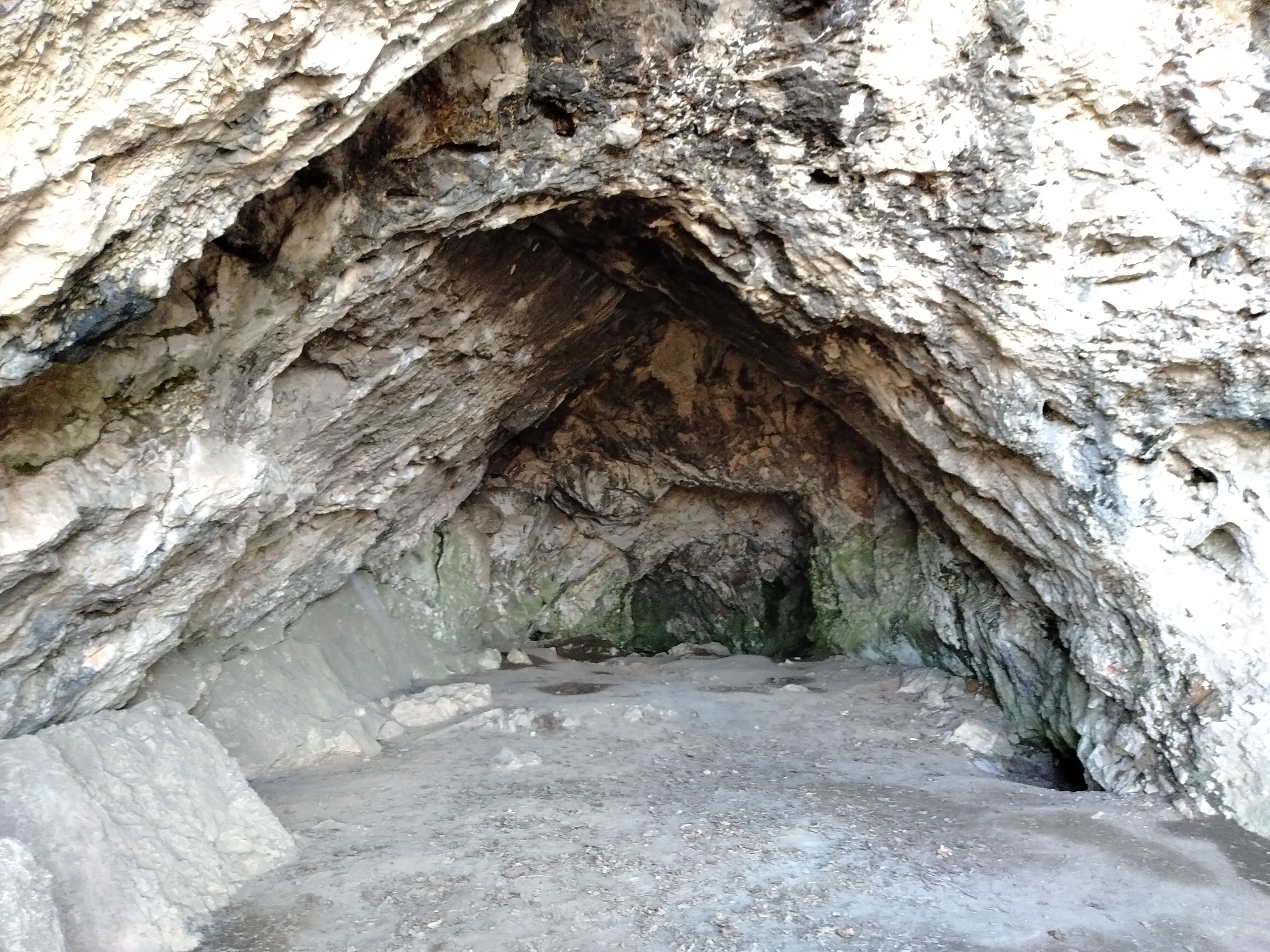
A Legény-barlang bejárati terme

Az 1948. évi Hidrológiai Közlönyben meg van említve, hogy a Dunántúli-középhegységben található magasan elhelyezkedő forrásbarlangi nyílások közül az egyik a pilisi Legény-barlang (200 m viszonylagos magasság). A Pilis-csoport kiemelkedésének egyik állomása az volt, amikor a hasonló magasságban fekvő Leány-barlang, Legény-barlang és Pilisszántói-kőfülke voltak az erózióbázis szintjéhez közel és aktív forrásbarlangként működtek. Ezek a barlangok túlságosan nagyok ahhoz, hogy a Pilis alján jelenleg fakadó források csekély vízhozamának megfelelő vízmennyiséggel magyarázzuk kialakulásukat.
Elképzelhető, hogy a közönséges, hideg karsztvíz mellett hévizek vagy langyos vizek is okozhattak itt oldást átmenetileg. Ezeken a barlangokon kívül több kisebb, főleg már elpusztult forrásbarlang ismert a Pilisszántói-kőfülke környékén, valamint a Pilis hegy másik oldalán lévő Leány-barlang és Legény-barlang környékén (Csévi-szirtek, klastromi szirtek). Ezen kívül sok helyen megvan a karsztvíz régi szivárgásának nyoma, ott, ahol szűkebb keresztmetszetű karsztvizes járatok sokasága nyílik a meredek sziklafalakon. Ezek a nyílások is pont a sziklafalak és a Leány-barlang, Legény-barlang és Pilisszántói-kőfülke környékén vannak. Ez a szintköteg, ahol a forrásbarlangok és régi vízkilépések találhatók, jelenleg 400–450 m tszf. magasságban és a legközelebbi völgyfenék felett 200–250 m-re van.
Az 1948-ban kiadott, Szegő István által írt útikönyvben az van írva, hogy a klastrompusztai menedékház után egy széles ösvény kezdődik, amely felvezet a Pilis hegy omladékos oldalában lévő szerpentineken a Legény-barlanghoz. A hatalmas bejáratú Legény-barlang (más néven Klapecbarlang) több mint 6 m széles és majdnem 4 m magas. Hosszan és mélyen halad csarnoka befelé. Nagyon érdekes régészeti leletek kerültek elő a barlangban végzett ásatások során. A Legény-barlangtól É-ra 60 lépésre van a Leány-barlang bejárata, amely a Legény-barlangnál kisebb, de szintén tág bejáratú. Jó sziklamászási lehetőségeket nyújt a két barlang felett meredező Csévi-szirtek. A barlangokat jobbról megkerülve megközelíthető mászás nélkül is a szirttető.
Az 1953. évi Földrajzi Értesítőben lévő, Láng Sándor által írt tanulmányban szó van arról, hogy a Csévi-szirtek alatt elhelyezkedő nagykiterjedésű barlangok át vannak vizsgálva (Legény-barlang, Leány-barlang). A Pilis hegy Ny-i oldalán lévő Csévi-szirtek alatt van a Legény-barlang bejárata. Elülső része kb. 23 m hosszú, 6 m széles és 4 m magas. Nagyon fel volt töltve a barlang barlangi agyaggal, terra rossa-szerű üledékkel és mészkőtörmelékkel, de ezekből sok el lett távolítva az ásatásokkal. Csak hason csúszva lehetett benne közlekedni az ásatások előtt. A bejáratban lévő, mélyen fekvő vörös agyagból pleisztocén állatok csontjai kerültek elő, míg a felső fekete-szürke agyagban neolit, bronzkori és hallstatti kori ősemberleletek voltak. A barlang belső járatait mostanában Leél-Őssy Sándor tanulmányozta, aki ekkor felmérte a barlangot és tisztázta a genetikai kérdéseket. Ez volt a barlang első felmérése.
A Legény-barlang fejlődéstörténetét a Leél-Őssy Sándor által végzett vizsgálatok alapján írta le Láng Sándor. A barlangnak kb. 440 m tszf. magasságban és kb. 220 m viszonylagos magasságban van a bejárata. A pleisztocén ősember nyomait nem találták meg benne és ezért nem állapítható meg, hogy mikor volt legnagyobb a kitöltődése. Emiatt nem ismerhető pontosan kioldódása sem. Megállapítható nagy viszonylagos magasságban elhelyezkedése alapján, hogy a pliocén végén és az ópleisztocénben oldódhatott ki a barlang. Nagy mélységbe vezető kürtői bizonyíthatják, hogy régen hévizes barlang volt, amikor az erózióbázis a barlang szintjén feküdt. Bejáratában kevés az olyan nagy dobalakú, illetve félgömbös üreg, amely a feltörő víz oldó hatása miatt alakul ki. A barlangbejáratnál nincs cseppkő és mésztufa, előtte csak a Csévi-szirtek periglaciális blokkfáciese található. A Legény-barlangtól a Leány-barlang tág üregének bejárata É-ra kb. 80 lépésre, ugyanannak a sziklafalnak a tövében, azonos magasságban van.
A Leány-barlangban a hévizes tevékenység megszűnése után ugyanúgy átalakított néhány részt a hideg karsztvíz a Legény-barlanghoz hasonlóan. Tektonikus hasadékok mentén oldódott ki mindkét barlang. Bejáratuknál a hévizes nyomok és oldásformák ma már nem nagyon láthatók. Ez amiatt van, hogy itt a sziklafelszínt a glaciális és jelenkori hőmérséklet-ingadozások már nagyon lepusztították. A Pilis-csoport forrásbarlangjai nagyon magasan húzódnak. Némelyik a legközelebbi erózióbázis szintje felett 200 m-rel magasabban van, pl. a Legény-barlang, a Leány-barlang, a Pilisszántói-kőfülke és a Csévi-barlang. A sziklafal aljától mérve ezek a barlangok a törtlejtő homorú része felett 50–100 m-es viszonylagos magasságban helyezkednek el. A publikációban lévő 6. ábrán, a Pilis hegy hosszmetszet térképén látható a Pilis hegyen lévő barlangok körülbelüli földrajzi elhelyezkedése. A rajzon megfigyelhető a Legény-barlang földrajzi elhelyezkedése. A 10. ábrán, a Kesztölc és Klastrompuszta között lévő kaptura körülbelüli földrajzi elhelyezkedését bemutató rajzon látható a Legény-barlang földrajzi elhelyezkedése.
Az 1958-ban megjelent, Budapest természeti képe című könyvben meg van említve, hogy a klastrompusztai Legény-barlangban bőven találhatók cseppkövek. Az 1961. évi Karszt- és Barlangkutatóban lévő áttekintésben meg van említve, hogy a Kadić Ottokár Barlangkutató Csoport 1961-ben méréseket végzett a barlangban. A Karszt- és Barlangkutatási Tájékoztató 1962. január–februári számában meg van említve, hogy 1961-ben a klastromligeti kutatótáborozáskor a Kadić Ottokár Karszt- és Barlangkutató Szakosztály egyik munkacsoportja a barlangnál geodéziai felmérést végzett. A márciusi számban közölve lett, hogy a szakosztály egyik munkacsoportja 1961-ben geodéziai mérést végzett a barlangnál. A Legény-barlang és a Leány-barlang bejáratát kapcsolták össze a tagok poligonméréssel, hogy a bejáratok magasságát, irányát és egymás közti távolságát rögzítsék, mert a két barlangról eddig csak két különálló és különböző méretarányú térkép állt rendelkezésre. A mostani mérés alapján a két barlang egymáshoz kapcsolt és tájolt térképét akarták megszerkeszteni.

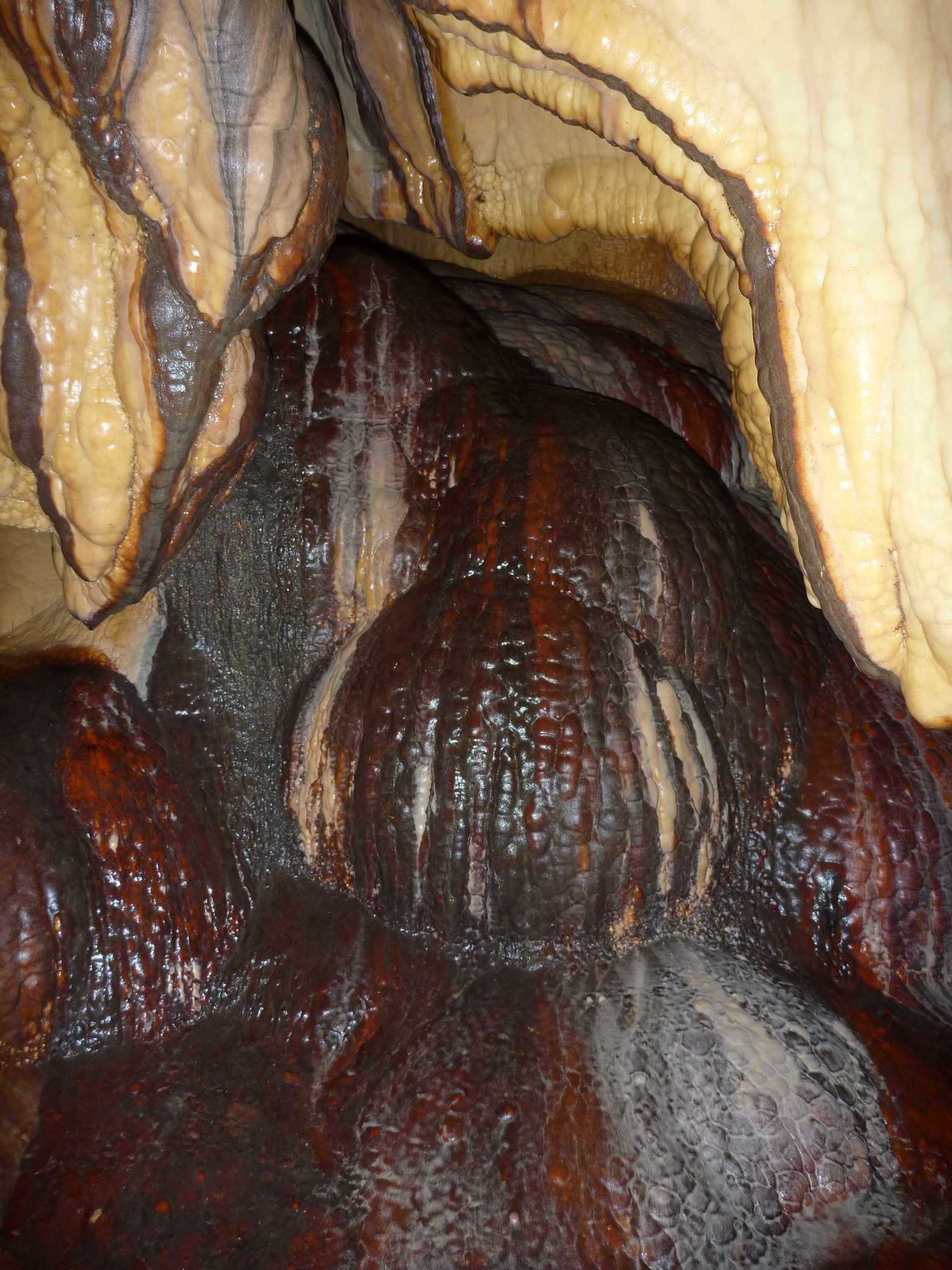
Legény-barlang, Csodagumós járat részlet

1963-ban a Móricz Zsigmond Gimnázium Földrajzi Szakköre Barlangkutató Csoportja járt a Pilis hegységben lévő Legény-barlangban. Az 1964-ben megjelent Az országos kék-túra útvonala mentén című könyv szerint Klastrompuszta környékének érdekessége a Leány-barlang és a Legénybarlang. A piros négyzet jelzésű turistaúton fél óra alatt lehet eljutni a Pilis-tető Ny-i oldalában, meredek sziklák között, kb. 420 m tszf. magasságban nyíló barlangokhoz. A Legénybarlang hosszabb és mélyebb a Leány-barlangnál, kb. 350 m hosszú és 45 m mély. A 4 m magas Cseppkővízesés a Legénybarlang legérdekesebb képződménye. Az emberi kultúrát a kőkorszaktól a középkorig képviseli a barlangból előkerült leletanyag. Nehezen járható a barlang. A két barlang 57 hold kiterjedésű környéke természetvédelmi terület. Ebben a védett barlangkörzetben fészkel uhu is. A védett területhez kívánják csatolni Klastrompusztát a közeljövőben.
Vértes László 1965-ben megjelent könyvében meg van említve, hogy a Legény barlang és a Leány-barlang felett nyílik a Bivak-barlang.
Az 1967-ben kiadott, Pilis útikalauz című könyvben az van írva, hogy a Pilis-tető Ny-i oldalában, Klastrompuszta felett, a Csévi-szirtek között, 420 m tszf. magasságban, egymás közelében nyílik a Legény-barlang és a Leány-barlang. A Legény-barlang tág, 7 m magas és 4 m széles bejáratán át lehet bejutni a 22 m magas előcsarnokba. Az előcsarnok végében kezdődő elszűkülő folyosó vezet a Pénztárhoz, amelynek szűk részén hason csúszva kell megfizetni a belépődíjat, hogy a barlang belső járataiba juthasson a látogató. Sziklákon leereszkedve tág terem következik, ahonnan megint egy 4 m hosszú és lejtős szorítón, a Betyár-lyukon át lehet elérni a Vörös-terembe, amelynek cseppköveit vörösre festette a kőzeten átszivárgó víz vasas szennyeződése.
Innen többfelé ágaznak el a barlanglabirintus járatai, melyeken keresztül mély aknák és cseppköves termek közé lehet jutni. Legmélyebbre, 45 m mélyre nyúlik le az agyagos Sárlyuk, amely már foglyul ejtette a barlang sok látogatóját. Aki kötélen ereszkedik le (megfelelő tájékozottság nélkül) a Sárlyukba, onnan sehogy sem tud kijutni külső segítség nélkül, mert a falakat borító híg agyagtól annyira síkossá válik a kötél, hogy a mélységből kötélen lehetetlen lesz kimászni. Volt olyan, hogy egy tájékozatlan turistacsoport leereszkedett a Sárlyuk szájához rögzített kötélen, és miután nem tudtak felmászni az elagyagosodott kötélen, másnap őket a bányamentőknek kellett kihúzni. A Betyár-lyuk lefelé tartó szűkülete is komoly gondot jelent visszaúton. A barlang 350 m hosszú és 60 m függőleges kiterjedésű.

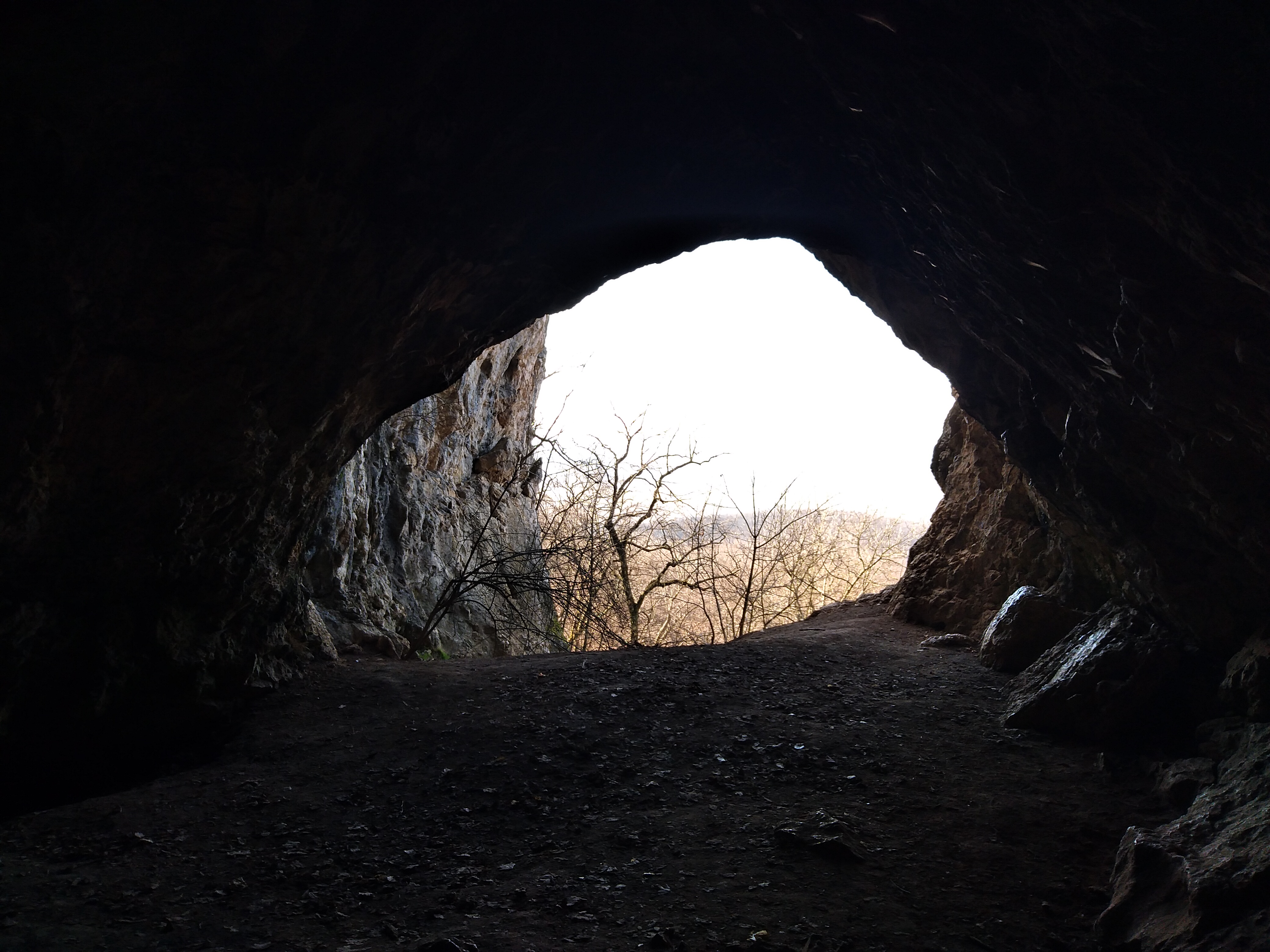
A Legény-barlang bejárati terme

Általában hévizes kialakulásúnak tartják labirintusos jellege, függőleges aknái és néhány gömbfülkéje miatt. A Legény-barlangtól É-ra 50 m-re, azonos magasságban van a Leány-barlang bejárata, amely nemcsak közelsége, de jellege és formakincse miatt is szomszédjának testvére. Régészeti ásatás volt mind a Legény-barlang, mind a Leány-barlang bejárati csarnokában. A Legény-barlang kitöltésében talált sok fekete cserépdarab alapján a barlang a neolit ősembernek volt tartózkodási helye, majd a rómaiak idejében, a népvándorláskor és a tatárjáráskor volt a környéken élők menedékhelye a meredek hegyoldalon nyíló és nehezen megközelíthető, majdnem várszerű barlang. A Legény-barlang és a Leány-barlang felett húzódó ösvénytől kb. 10 m-re van a Bivak-barlang bejárata.
Az 1971. évi Karszt- és Barlangkutatási Tájékoztatóban meg van említve, hogy a Pilis hegy DNy-i oldalán lévő Legény-barlangot a feltörő hévíz hozta létre. 1974-ben a Foton Barlangkutató Csoport elkészítette a barlang fénykép-dokumentációját. Az 1974-ben megjelent Pilis útikalauz című könyvben, a Pilis hegység és a Visegrádi-hegység barlangjainak jegyzékében (19–20. old.) meg van említve, hogy a Pilis hegység és a Visegrádi-hegység barlangjai között van a Legény-barlang. A Pilis hegység barlangjait leíró rész Legény-barlangról szóló leírása megegyezik az 1967-ben kiadott útikalauz Legény-barlangot bemutató leírásával. Az 1974-es kiadványban publikálva lett egy Renkó Péter által készített fénykép, amelyen a barlangban lévő néhány cseppkő figyelhető meg.
Az 1976-ban befejezett és Bertalan Károly által írt kézirat szerint a Pilis hegységben, a Pilis-vonulatban, Pilisszentléleken helyezkedik el a Legény-barlang, amelynek másik neve Klapec-barlang. A Pilis hegy Ny-i oldalában, a Csévi-szirtek tövében, a klastrompusztai menedékháztól K-re 700 m-re, az út felett kb. 50 m-re, 450 m tszf. magasságban található a kb. 15 m magas és 10 m széles bejárata. A magasra kiemelt, 350 m hosszú és 45 m mély, cseppkövekben és eróziós formákban gazdag barlang hévizes eredetű és gyakorlatlan kutatók számára életveszélyes lehet. Barlangi turisztikai hasznosítása van a barlangnak. A kézirat barlangról szóló része 4 irodalmi mű alapján lett írva. 1976-ban vált országos jelentőségű barlanggá a 4800-as (Pilis hegység) barlangkataszteri területen lévő, pilisszentléleki Legény-barlang.

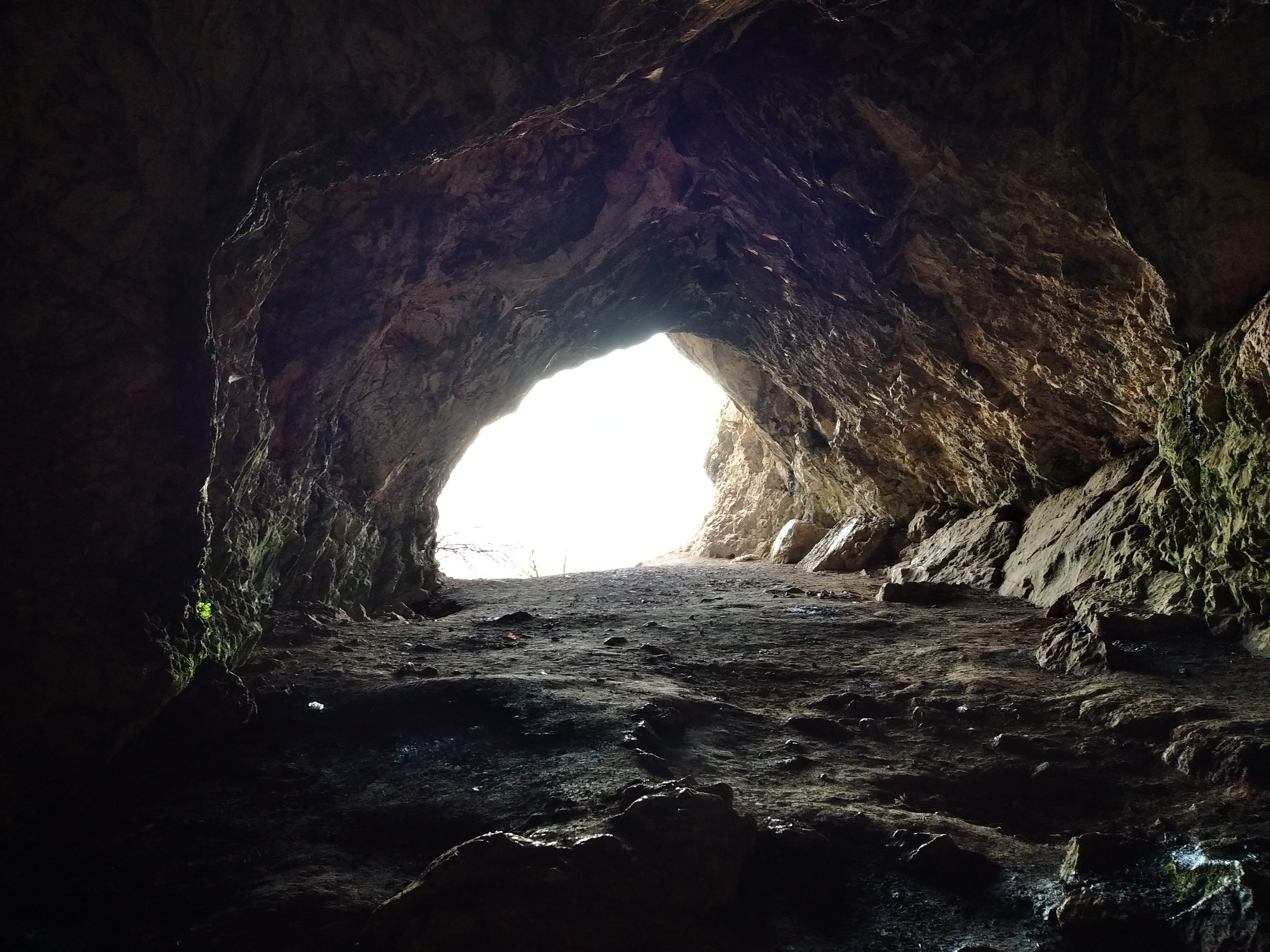
A Legény-barlang bejárati terme

Az 1976-ban összeállított, országos jelentőségű barlangok listájában lévő barlangnevek pontosítása után, 1977. május 30-án összeállított, országos jelentőségű barlangok listáján rajta van a Pilis hegységben, Pilisszentléleken található barlang Legény-barlang néven. A Bertalan Károly és Schőnviszky László által összeállított, 1976-ban megjelent Magyar barlangtani bibliográfia barlangnévmutatójában meg van említve a Pilis hegységben, Kesztölcön lévő barlang Legény-barlang néven. A barlangnévmutatóban fel van sorolva 25 irodalmi mű, amelyek foglalkoznak a barlanggal.
Az 1977. évi MKBT Beszámolóban napvilágot látott és Jánossy Dénes által írt jelentésben meg van említve, hogy szórvány őslénytani leletet gyűjtött 1977-ben Schindler László a Legény-barlangból (Pilis hegység). Az 1977. évi Karszt és Barlang angol nyelvű különszámában megjelent, The longest and deepest caves of Hungary (December 31, 1975) című közleményből megtudható, hogy a Pilis hegységben fekvő, 350 m hosszú Legény Cave (Young Man Cave) 1975. december 31-én Magyarország 36. leghosszabb barlangja. A 34. leghosszabb barlang (Kő-lyuk), a 35. leghosszabb barlang (Szent István-barlang) és a 37. leghosszabb barlang (Sátorkőpusztai-barlang) szintén 350 m hosszú. Az 1977. december 31-i állapot szerint (MKBT Meghívó 1978. május) a Pilis hegységben lévő és kb. 350 m hosszú Legény-barlang az ország 38. leghosszabb barlangja.
Az 1977. évi Karszt és Barlangban megjelent összeállítás alapján, 1977. december 31-én Magyarország 41. leghosszabb barlangja a Pilis hegységben elhelyezkedő, 1977. december 31-én, 1976-ban és 1975-ben kb. 350 m hosszú Legény-barlang. A 39. leghosszabb barlang (Kő-lyuk), a 40. leghosszabb barlang (Szent István-barlang) és a 42. leghosszabb barlang (Sátorkőpusztai-barlang) szintén kb. 350 m hosszú. Ez az összeállítás naprakészebb az 1978. májusi MKBT Meghívóban publikált listánál. Az 1978. évi MKBT Beszámolóban lévő csoportjelentésben szó van arról, hogy a Szabó József Barlangkutató Csoport tagjainak feltételezése szerint Piliscsév a környéken elhelyezkedő üregek, barlangok miatt kapta nevét. A Piliscsév közelében található Leány-barlang és Legény-barlang a történelem előtti időben nyitva voltak. Mivel a történelemben legszívesebben a terület jellegzetes tereptárgyairól nevezték el a helyneveket, ez a település is a barlangok miatt kapta nevét.

### 1979–1982

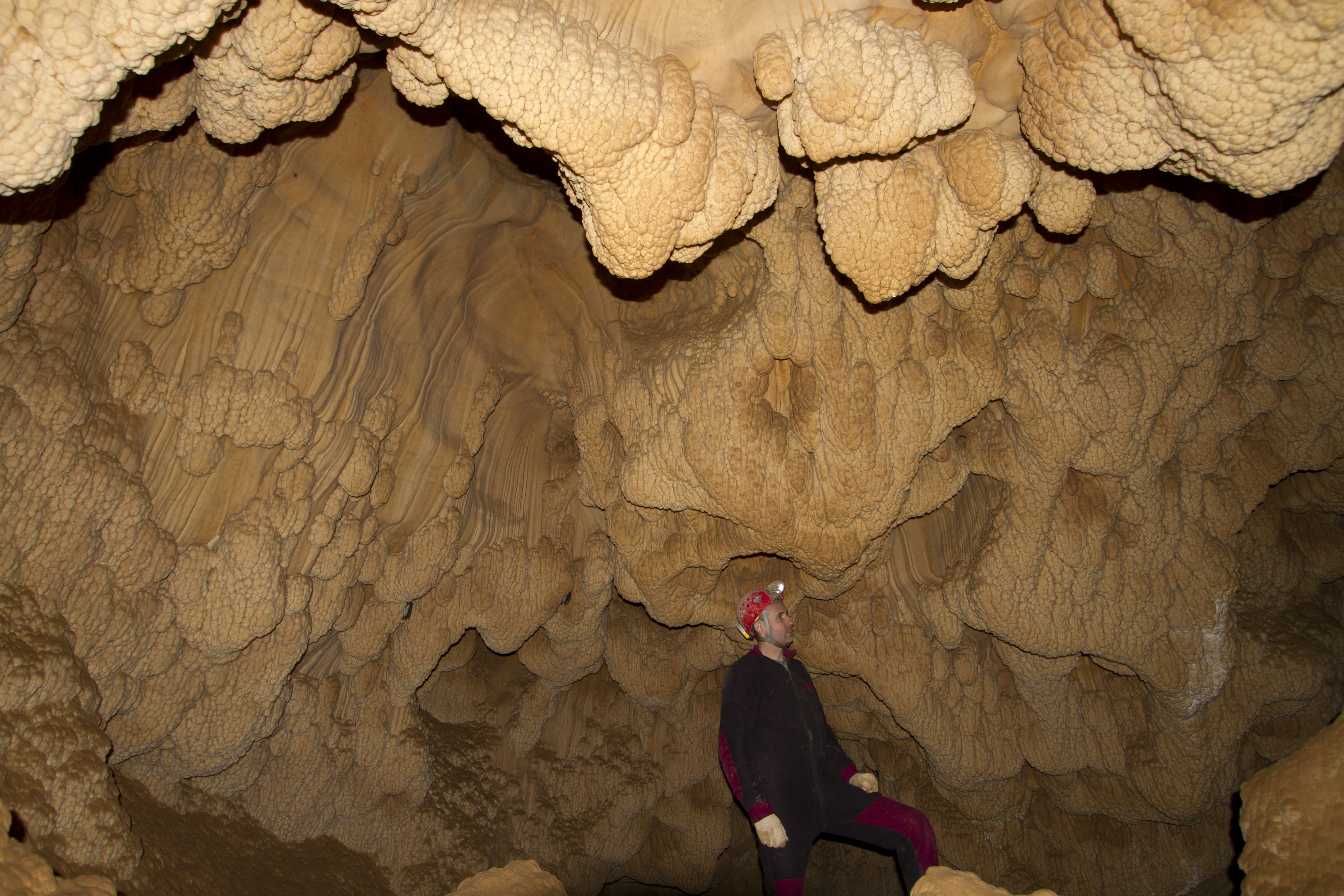
Legény-barlang, Csodagumós járat részlet

Az 1979-ben napvilágot látott, Komárom megye régészeti topográfiája című könyvben szó van arról, hogy Pilisszentléleken, a Csévi-szirtek Ny-i sziklafalában, 420 m tszf. magasságban van a Legénybarlang (Chlapecbarlang) bejárata. A barlang a 18/5. sz. lelőhely (barlang, újkőkor, rézkor, bronzkor, későbronzkor, La Tène, római kor, népvándorláskor, Árpád-kor–későközépkor). A Legény-barlangtól É-ra 70 m-re van a Leány-barlang bejárata. A DNy–ÉK irányú Legény-barlang egy 22 m hosszú, 5–8 m széles, 4–5 m magas teremből és egy 4–5 m hosszú, 1–2 m magas teremből, illetve a 45 m mély Sárlyukból áll. A Sárlyuk nagyon szűk járaton keresztül érhető el. A Leány-barlangot régen a Legény-barlanggal közösen Csévi kettős barlangnak vagy Chlapecnek nevezték. 1912-ben Bella Lajos és Kadić Ottokár végeztek ásatást a kincskeresők által feltúrt Legény-barlangban és a barlang hányóján, valamint a közeli Leány-barlangban.
A Legény-barlang belsejében lévő humuszréteg sok helyen csak 15–20 cm vastag volt. A humuszréteg alatt barlangi vörösföld feküdt. A humuszban sok cserépre, tüzelésnyomokra, fémtárgyakra, csont- és kőeszközökre, állatcsontra bukkantak. Vastagabb volt a kultúrréteg a barlang bejáratánál és a bejárat előtt. Ebből a kultúrrétegből két tűzhely lett kiásva. 4 m²-es területekre osztva lett feltárva a barlang, de a leletanyagot nem kezelték ilyen gondosan. A leletanyag kisebbik része a Magyar Nemzeti Múzeumba (77/912.1–52, 156–163, 169–172), nagyobbik része, 637 db cserép pedig az Esztergomi Balassa Bálint Múzeumba lett szállítva (Szám nélkül 1914. május 29.). Az Esztergomi Balassa Bálint Múzeumban együtt leltározták be a Leány-barlangból származó leletek többségét a Legény-barlangból előkerültekkel, a két barlang leleteit nem választották szét. (Leány-barlang vagy Legény-barlang a lelőhelye a következő tételeknek: EBM 55.553.1–3; 62.103.22–24; 62.104.1–47; 63.249.1–3; 63.250.1–9.) Mivel a múzeumban össze lett keverve a két barlang anyaga, ezért a Legény-barlang leleteihez van leltározva a Leány-barlangból előkerült leletek többsége (Szám nélkül 1914. május 29.).
Horváth István 1968-ban terepbejárást és barlangkutatók közreműködésével kis feltárást végzett a Legény-barlangban. Ekkor a barlangi üledéket 4 helyen vizsgálta át. Megállapította, hogy bolygatatlan rétegek csak a hátsó teremben, a barlang főtéjéről lehullott kövek alatt lehetnek. A barlangban rövidebb-hosszabb időre megtelepedett néhány korszak népe. Nagyon valószínű, hogy az újkőkori lengyeli kultúra idejéből származik egy puttonyedényfül és egy csőtalpas edény töredéke (EBM 63.251.1–2). A leletanyag legnagyobb része a javarézkori ludanicei csoportba sorolható, legjellemzőbbek a különböző bütyökdíszes cserepek, bögrék, tálak, tejesköcsögök füles töredékei (EBM 63.245.3–5; 63.249.1, 20; 63.250.6, 10–11; 70.377.3; 70.378.2, összesen 436 db cserép) (4. tábla 1–19). Ugyancsak a ludanicei csoportba tartozik egy füles csésze töredéke (MNM 77/912.49).
A bolerázi csoportot képviseli néhány bütyökdíszes, tölcséres nyakú táltöredék, bordadíszes és halszálkamintás edénytöredék, külső oldalán befésült és kannelurás, belső oldalán kannelurás díszítésű táltöredék (6. tábla 1, 3–4) (EBM 62.104.10, 12, 18–19, 27, 35, 42). Szintén sok a badeni (péceli) kultúrába tartozó cserép, amelyek közül jellegzetesebbek az ujjbenyomkodásokkal és pontsorokkal díszített táltöredékek, kétosztású táltöredékek, kannelurás és bekarcolt vonalas korsó-, bögre- és urnatöredékek, bordadíszes fazéktöredékek stb. (8. tábla 5, 7–8, 15, 18) (EBM 55.156.1–4; 62.103.22–24; 62.104.2, 4–5, 14, 16, 23–26, 28, 30–33, 36–37, 41; 63.245.1, 6; 63.249.2–12, 14–16; 63.250.1–5, 7–9; 63.251.3–5; 70.377.1, 4–5; 70.378.1, 3–4, 9).
Bella Lajos is vizsgálta a kétosztású táltöredékeket, de hibásan datálta azokat a hallstatti kultúrába. A bronzkori hatvani kultúrára utalnak a textillenyomatos és seprűs díszítésű urna- és fazéktöredékek, köríves plasztikus díszítéssel ellátott cserepek és párhuzamos bekarcolásokkal díszített táltöredékek (EBM 55.553.1–3; 62.104.1, 6–8, 11, 13, 15, 17, 20–22, 34, 38, 40, 42–47; 63.245.2, 5; 63.251.5), illetve lehet, hogy ide sorolható egy agyag kocsikerék modell (11. tábla 4) (EBM 62.104.39). Későbronzkoriak a párhuzamos vonalkötegekkel díszített oldaltöredékek és a mészbetétes díszítésű bögre-, illetve urnatöredék (EBM 62.104.3; 63.249.13; 63.251.6).
A magyarádi kultúrába tehető egy korsótöredék (EBM 62.104.9). Bella Lajos említett egy bronz spirális gyűrűt is (MNM 77/912.169). Nem állapítható meg kulturális hovatartozása a barlangban talált kővésőknek, kőbaltáknak, csontáraknak, obszidián- és kovaszilánkoknak, dentálium és columbella gyöngyöknek (MNM 77/912.1–33, 37–38, 163. A Dorogi Szénmedence Tájmúzeumában is van 3 agancsszerszám-töredék: DTM 56.55.1–3). Bella Lajos megállapításával szemben csak nagyon kevés cserép tartozik a hallstatti korba. A későbronzkori urnasíros kultúrába sorolható egy széles kannelurákkal díszített mély tál töredéke (EBM 62.104.29) és egy turbántekercses tálperem (MNM 77/912.50). Bella Lajos szerint az ásatáson nem kerültek elő kelta tárgyak, ezzel ellentétben grafitos csöbrök töredékei (EBM 63.249.17–19) is vannak az EBM-ban elhelyezett leletek között.
Az 1912. évi ásatáson napvilágot látott egy római kori térdfibula (MNM 77/912.40) a barlangbejárat előtti hányóból. Ugyanitt Vértes László 1953-ban gyűjtött egy terra sigillata táltöredéket (MNM RR 62.7.1). 1968-ban is előkerült néhány cserép, amelyek római koriak (EBM 70.156.1; 70.378.5). A népvándorláskorra datálható két csontfaragvány, amelyek koncentrikus körökkel vannak díszítve (MNM 77/912.51–52). Igazolja a barlang Árpád-kori használatát, hogy már Bella Lajos ásatásán sok olyan lelet (12. századi vaskengyelek, üveggyöngyök, nyílcsúcsok) került elő, amelyek Árpád-koriak (MNM 77/1912.41, 43, 161–162, 172; Fegyvertár 59.7799). Nem lettek megőrizve a középkori edénytöredékek.
Ugyancsak az 1912-ben történt ásatáson fedezték fel egy 16. századi pénzhamisító-műhely nyomait, amelyek a barlang hátsó termében voltak. A hamispénzverők szerszámai közül a MNM-ba lett szállítva egy vasból készült lyukvágó, vasnyárs, laposvágó, csiholó, vaskés és a cikkelyezve vágott rézlemezdarabok (MNM 77/1912.44–48, 171). Az ásatással talált I. Ferdinánd (1526–1564) dénár miatt a pénzhamisító működését Ferdinánd korára datálta Bella Lajos, de később megállapították, hogy a barlangban talált hamis veretek között van egy II. Lajos (1516–1526, CNH. II. 308. A.) dénár és egy bécsi fillér. A ki nem vert lapkák közül 1 db garas nagyságú, a többi 40 db pedig dénárnagyságú. Horváth Istvánék 1968-ban a barlangbejárat előtt találtak 12–13. századi edénytöredékeket is (EBM 70.156.2–4). Az ugyanebben az évben történt hitelesítő ásatással a már említett, őskori és római kori leletek mellett napvilágot látott sok olyan kerámia, amelyek 12–13. századiak (EBM 70.377.2; 70.378.6–8). Megint rábukkantak a barlang hátsó termében a pénzhamisítás nyomaira (ezüstlemezből származó nyiradékok, kiveretlen éremlapkák) (EBM 71.98.1–5). 2 db hamis I. Ferdinánd- és Miksa-dénár került elő innen az 1960-as években (Peternák Gusztáv gyűjteményében: EBM Adattár 285. 22. sz. füzet 13).
A Leány-barlang a Legény-barlanghoz hasonlóan több korszakban volt lakott. A Leány-barlang középkori története kapcsolódik a Legény-barlang középkori történetéhez. A Legény-barlang Árpád-kori használata a történeti forrásokban sokszor felbukkanó, Pilis hegységben élő remetékkel van összefüggésben. A Legény-barlang, Leány-barlang és Bivak-barlang kapcsolatba van hozva a pálos rend őstörténetével. A Pilis hegységben remetéskedő Özséb a remeték által már régóta lakott három vagy hármas barlangot választotta lakhelyének. Ez a hármas barlang a Legény-barlang, a Leány-barlang és a felettük található Bivak-barlang lehetett. Özséb és az Özséb köré gyűlt sok remete 1250 körül a Szent Kereszt tiszteletére kis templomot és kolostort épített a hármas barlangtól nem messze. Ettől kezdve valószínűleg legfeljebb időszakosan voltak lakottak ezek a barlangok. A Szent Kereszt-kolostor valószínű pusztulása, azaz 1526 után a Legény-barlangban pénzhamisítók vertek tanyát, akik itt I. Ferdinánd dénárait hamisították.
A kiadvány 4. tábláján a Legény-barlangból előkerült 19 cseréptöredék (rézkor, ludanicei csoport) rajza látható. A 6. tábla 1., 2. és 3. képén a barlangból előkerült leletek (rézkor, bolerázi csoport) figyelhetők meg. A 8. tábla 5., 7., 8., 15. és 18. képe a barlangból előkerült leleteket (rézkor, badeni – péceli – kultúra) ábrázol. A 11. tábla 4. képén agyag kocsikerék modell (korabronzkor–középsőbronzkor, hatvani kultúra tokodi csoportja) van bemutatva, amely a barlangban lett találva. A könyvbe bekerült a Legény-barlang alaprajz térképe és hosszmetszet térképe. A térképek elkészítéséhez a barlangot Horváth István mérte fel. A kiadványban van egy Pilisszentlélek térkép, amelyen megfigyelhető a Legény-barlang földrajzi elhelyezkedése. A térképen 5-ös számmal van jelölve a lelőhely.
Az 1980. évi Karszt és Barlang 1. félévi számában publikálva lett, hogy a kiemelt jelentőségű Legény-barlang a 4800-as barlangkataszteri területen (Pilis hegység) helyezkedik el. A barlangnak 4840/1. a barlangkataszteri száma. Az MKBT Dokumentációs Bizottsága a helyszínen el fogja helyezni, a többi kiemelt jelentőségű barlanghoz hasonlóan, a barlang fémlapba ütött barlangkataszteri számát. A barlangkataszteri szám beütéséhez alapul szolgáló fémlap ugyanolyan lesz mint a többi kiemelt jelentőségű barlang fémlapja.
Az Acheron Barlangkutató Szakosztály tagjai, akiket Kárpát József vezetett az 1980-as évek elején újra felmérték és ez alapján mélysége 60 méter, hossza 403 méter. 1982-ben a Vörös Meteor TE Foton Barlangkutató Csoportnak volt kutatási engedélye a barlang kutatásához. 1982. július 1-től az Országos Környezet- és Természetvédelmi Hivatal elnökének 1/1982. (III. 15.) OKTH számú rendelkezése (1. §. és 3. §., illetve 5. sz. melléklet) értelmében a Pilis hegységben lévő Legény-barlang fokozottan védett barlang. Az 1982. szeptember–októberi MKBT Műsorfüzetben meg van említve, hogy a Pilis hegységben található Legény-barlang fokozottan védett barlang. A felsorolásban a barlangnevek az MKBT által jóváhagyott és használt helyesírás szerint, javított formában lettek közölve.

### 1984-től
Az 1984-ben kiadott, Magyarország barlangjai című könyvben részletesen le van írva. A kb. 100 barlangot tartalmazó Pilis hegység legismertebb barlangjai a Sátorkőpusztai-barlang, a Legény-barlang, a Leány-barlang, vagy éppen a Kis-kevélyi-barlang. A könyv országos barlanglistájában szerepel a Pilis hegység barlangjai között a barlang Legény-barlang néven Chlapec-barlang névváltozattal. A listához kapcsolódóan látható a Dunazug-hegység barlangjainak földrajzi elhelyezkedését bemutató 1:500 000-es méretarányú térképen a barlang földrajzi elhelyezkedése.

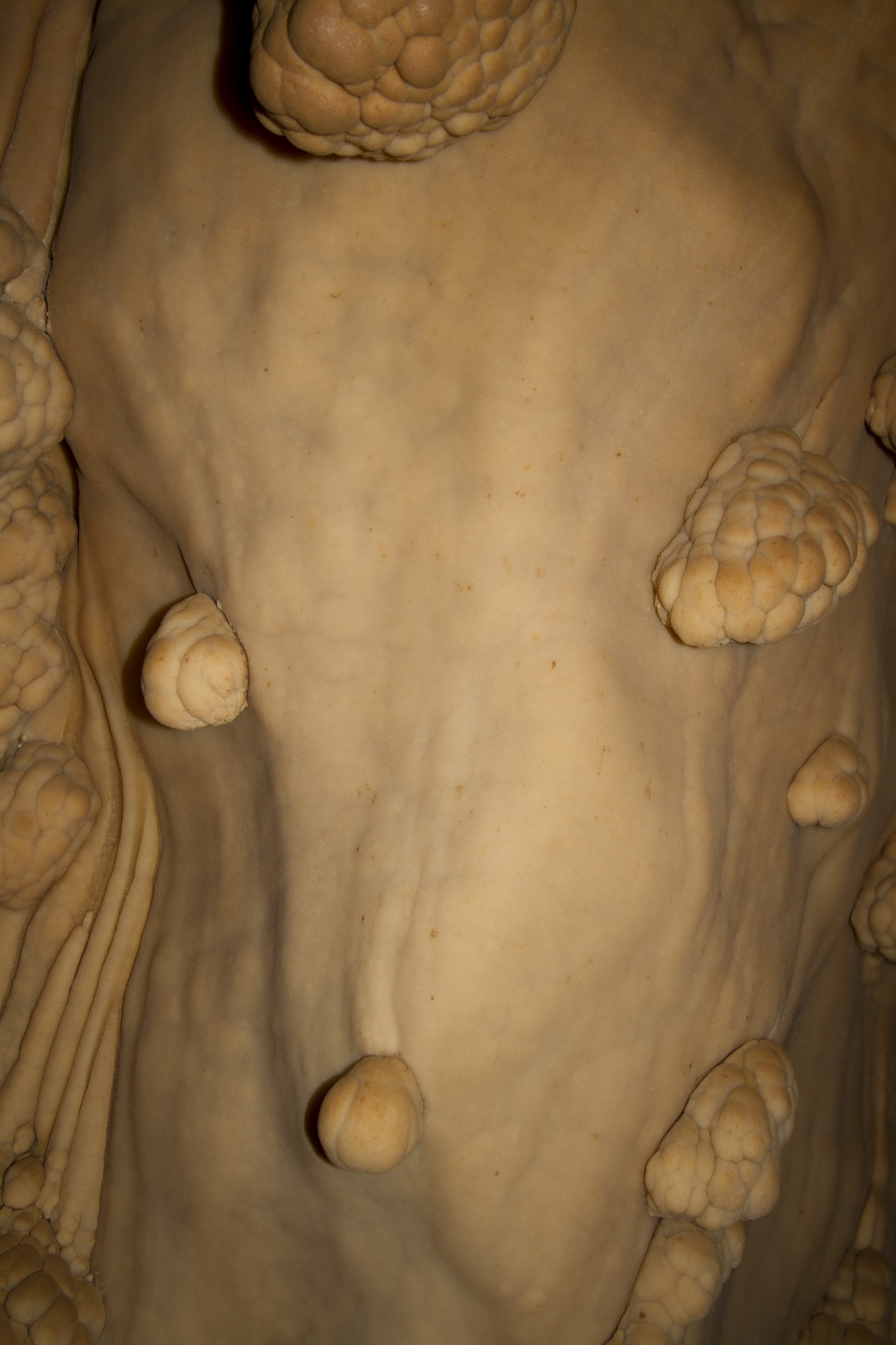
Legény-barlang, Csodagumós járat részlet

Az 1985. évi Karszt és Barlangban röviden ismertetve van, hogy a Legény-barlang volt az egyik helyszíne a VMTE Hatos csoport által rendezett 1983. évi Kinizsi Kupa országos barlangversenynek, amelyet a BEAC Barlangkutató Csoport tagjai, Király G., Németh T. és Rajczy M. nyertek. Az 1987. december 31-i állapot alapján Magyarország 43. leghosszabb barlangja a 4840/1 barlangkataszteri számú, 403 m hosszú Legény-barlang. Az összeállítás szerint az 1977. évi Karszt és Barlangban közölt hosszúsági listában a barlang kb. 350 m hosszú. Az Acheron Barlangkutató Szakosztály 1987. évi jelentésében szereplő mérési jegyzőkönyvből lett megállapítva, hogy a barlang 403 m hosszú.
Az 1987. december 31-i állapot alapján Magyarország 46. legnagyobb függőleges kiterjedésű barlangja a 4840/1 barlangkataszteri számú és 62,7 m függőleges kiterjedésű Legény-barlang. Az összeállítás szerint az 1977. évi Karszt és Barlangban közölt mélységi listában a barlang nincs benne. A függőleges kiterjedés az Acheron Barlangkutató Szakosztály 1987. évi jelentése alapján lett megállapítva, amely szerint a barlang 13,1 m magas és 49,6 m mély. Az 1989. évi Karszt és Barlangban publikált, Topál György által írt tanulmányban meg van említve, hogy az MKBT 1985-ben kijelölt 20 barlangot és a társulat ajánlotta a munkában önkéntesen résztvevőknek, hogy legyen ezekben évente elvileg egy-egy téli és nyári denevérszámlálás. A kijelölt barlangok közül 1988-ig pl. a Legény-barlangban történt denevér-megfigyelés. A folyóirat 1989. évi különszámában napvilágot látott ennek a tanulmánynak az angol nyelvű változata. Ebben a tanulmányban Legény Cave a barlang neve.
Az 1989. évi Karszt és Barlangban lévő, Magyarország barlangjai című összeállításban szó van arról, hogy a Pilis hegység leghosszabb barlangja a 403 m hosszú Legény-barlang. A Csévi-szirtek sziklaletörésének alján van a barlang bejárata. A barlang tág bejárati nyílása a régészeti leletek tanúsága szerint lakott volt az újkőkorszaktól kezdődően, az üreg az őskor néhány embercsoportjának szolgált menedékül. Nagyobb termeit aknák és szűk részek kapcsolják labirintusszerűvé össze. A melegvizes keletkezésű barlang később (egy ideig) karsztos forrásbarlangként működött. Ez formakincse alapján lett megállapítva.
A publikációban lévő 1. ábrán (Magyarország térkép) be van mutatva a barlang földrajzi elhelyezkedése. A folyóirat 1989. évi különszámában napvilágot látott ennek az utóbbi tanulmánynak az angol nyelvű változata (The caves of Hungary). Ebben a tanulmányban Legény Cave a barlang neve. Az angol nyelvű tanulmányhoz mellékelve megjelent egy olyan lista, amelyben Magyarország leghosszabb, és egy olyan lista, amelyben Magyarország legmélyebb barlangjai vannak felsorolva. A két felsorolás szerint a Pilis hegységben fekvő, 403 m hosszú és 63 m mély Legény-barlang (Legény Cave) 1988-ban Magyarország 44. leghosszabb és 46. legmélyebb barlangja. (1977-ben 350 m hosszú volt a barlang.)
1990-ben Kárpát József elkészítette a Legény-barlang környékének (Csévi-szirtek) áttekintő térképét. A térképen látható a Legény-barlang (a térképen Legény) bejáratának földrajzi elhelyezkedése. A Kárpát József által 1990-ben írt kéziratban szó van arról, hogy a Legény-barlangnak, másik nevén Klapec-barlangnak (Pilisszentlélek) a Pilis hegy Ny-i oldalában lévő Csévi-szirtek alján, 450 m tszf. magasságban van a bejárata. A 8,5 m széles és 7 m magas bejárat a klastrompusztai menedékháztól 120°-ra 700 m-re helyezkedik el. A bejáraton át tág, vízszintes aljú előcsarnokba lehet jutni. A fokozottan védett barlang 402 m hosszú, 15 m magas, 49 m mély és 64 m függőleges kiterjedésű. A Pilis hegység leghosszabb és második legmélyebb barlangja. A freatikus karsztvízzónában keletkezett inaktív forrásbarlangban jellegzetes gömbüstös oldásformák és vakkürtők vannak. Többszintes, hálózatos labirintus, amelyben van néhány tág terem. Dachsteini mészkőben jött létre.
Minden fajtájú cseppkőképződmény, tetaráták és kalcitkristályok figyelhetők meg benne. Agyag, omladék, kőtörmelék és néhány helyen guanó a kitöltése. A barlangban sok csepegő víz jelentkezik, emiatt nagyon sáros több helyen. Sok denevér előfordul benne. Bejárásához megfelelő gyakorlottság és helyenként kötéltechnikai eszközök használata szükséges. Az egykori ajtó kerete még látható a bejárattól 20 m-re. A barlangban feliratok és sok rongálási nyom van. Az ismertetésbe bekerült a Legény-barlang 1986–1987-ben készült alaprajz térképe, a barlangban lévő Sár-lyuk 1987-ben készített, 1:200 méretarányú vetített hossz-szelvény térképe, valamint az 1987-ben készült, 1:400 méretarányú, a Legény-barlang és a Leány-barlang egymáshoz viszonyított helyzetét bemutató térkép. A kézirat tartalmazza a Legény-barlang környékének (Csévi-szirtek) 1990-ben készült áttekintő térképét.
A Kárpát József által 1991-ben írt kéziratban meg van említve, hogy a fokozottan védett Legény-barlang (Piliscsév) 402 m hosszú és 64 m mély. A barlang kutatás alatt áll. A Pilis hegység 2. leghosszabb és 3. legmélyebb barlangja.
Az Ariadne Karszt- és Barlangkutató Egyesület 1997-ben két ponton is átjárót talált a Leány-barlang és a Legény-barlang között. Az Ariadne Karszt- és Barlangkutató Egyesület 1998. évi jelentésében szó van arról, hogy 1998-ban az egyesület tagjai a Leány–Legény-barlangrendszer Leány-barlang szakaszát mérték fel, és a Legény-barlang részbe már két ponton sikerült átmérni. A méréskor derült ki, hogy néhány járat mérete alá lett becsülve. Ennek alapján a rendszer hossza legalább 2500 m, a bejárathoz viszonyított legmagasabb pontja 34 m-en van, mélysége 55–60 m. Eszerint a barlang függőleges kiterjedése meghaladja a 90 m-t, esetleges felső szintű járatok felfedezésével a 100 m-t is meghaladhatja. Egyre valószínűbbnek tűnik, hogy a Csévi-szirteken ismert rendszer régen összefüggő járatrendszert alkothatott, amely a pleisztocén előtt szabdalódott szét. A járatok freatikus zónában jöttek létre, a nagy barlangok zónájának tetőszintje kb. 450–470 m-en lehet. Figyelembe véve, hogy a Csévi-szirtek Ny-i oldalában ismert polje egy szétnyíló törésre utal, melyet a Leány-barlang járatai megközelítenek, nem tűnik már utópiának, hogy itt helyezkedik el Magyarország legmélyebb barlangrendszere (csak fel kell tárni). A Három kőoszlopos-barlang bejárata a Legény-barlangtól kb. 20 m-rel magasabban van. A kéziratban két helyszínrajzon jelölve van a Legény-barlang bejáratának földrajzi elhelyezkedése.
A 2003-ban kiadott, Magyarország fokozottan védett barlangjai című könyvben az olvasható, hogy a Leány-barlang és a Legény-barlang közötti átjárhatóság létrehozásával keletkezett a Leány–Legény-barlangrendszer. A két barlang 1997-ig volt különálló. A Pilis hegy Ny-i, sziklás oldalában, a Csévi-szirt alsó részén nyíló, hatalmas bejáratok egymástól 56 m-re, 8,2 m szintkülönbséggel helyezkednek el. A történelem előtti időkben is nyitottak voltak a két barlang bejáratai, de Bekey Imre Gábor csak 1911-ben figyelt fel azokra. Ez azonban csak a régészeti kutatások elindítását jelentette, melyeknek eredményéről Bella Lajos számolt be 1913-ban. Az 1930-as évek elején kezdődtek a két barlangnál a feltáró munkák, amelyek Venkovits István által vezetve sikerrel jártak a Legény-barlangban. A feltárások eredménye az lett, hogy a barlang 1936-ig 350 m hosszúvá és 60 m méllyé vált. Leél-Őssy Sándor 1953–1954-ben a barlang geomorfológiai feldolgozásával foglalkozott és vezetésével újra fel lett mérve a Legény-barlang. Megállapította, hogy valamikor egy rendszert alkotott a két hévizes keletkezésű barlang, amelyek csak később lettek forrásbarlangok. A VMTE Foton Barlangkutató Csoportja kutatott az 1960-as évek második felében a barlangban, de jelentős eredmény nélkül.

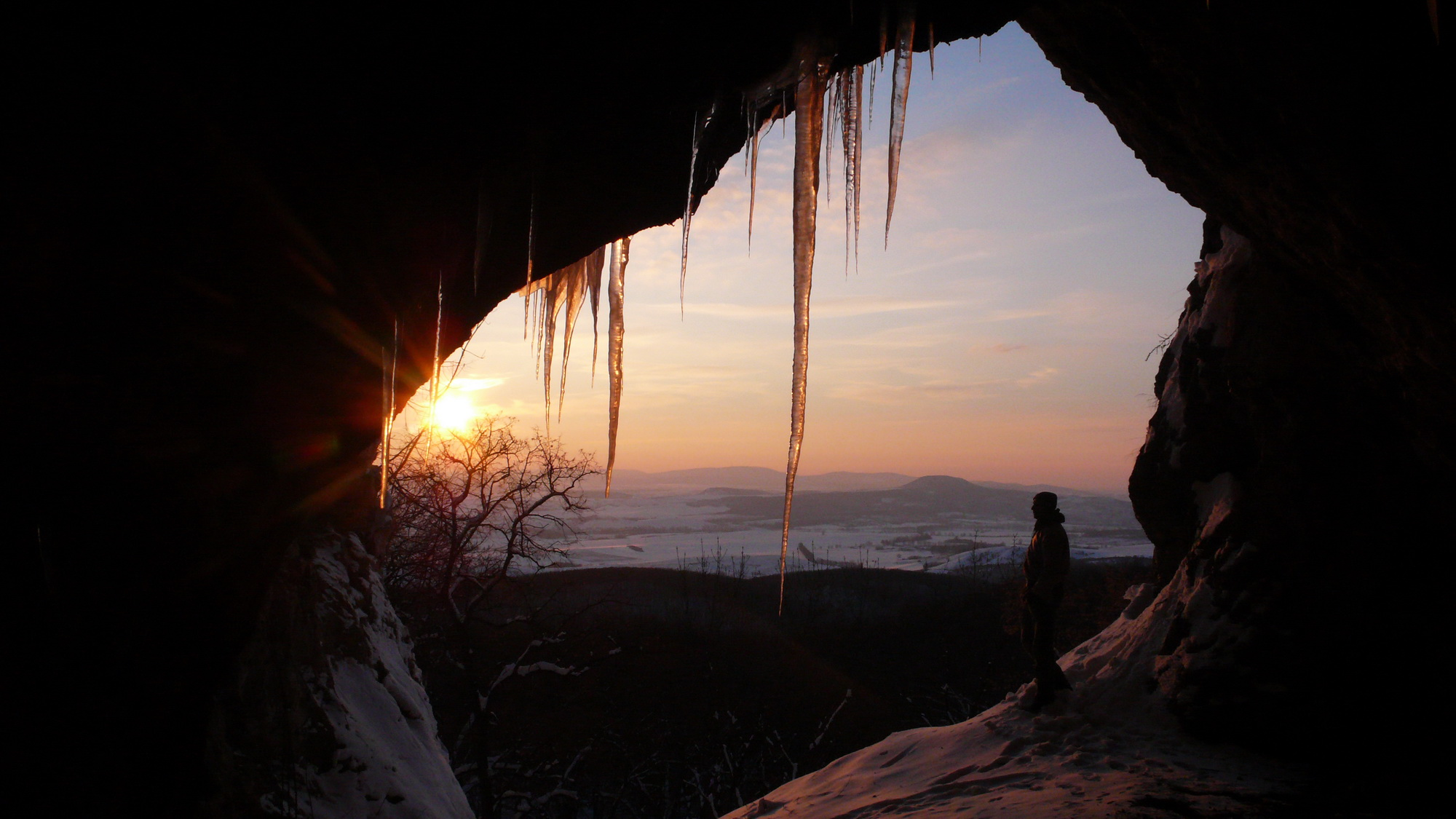
Téli naplemente a Legény-barlang bejáratában. Ariadne-barlangrendszer (Kovács Richárd fényképe)

A Kárpát József által vezetett Acheron Barlangkutató Szakosztály az 1980-as évek kezdetén újramérte járatait, melynek eredményeként 403 m hosszú és 60 m mély lett. A Leány-barlangban 1991 áprilisában történt felfedezésen fellelkesülve kezdték rendszeresen kutatni a Legény-barlangot a MÁFI Barlangkutató Csoport tagjai. Még abban az évben új részek feltárásával a két barlang összekapcsolása kézzelfogható közelségbe került. Ennek során a barlangban 50 m hosszú új járat lett megismerve. 1997 végéig a csoport (már Ariadne Karszt- és Barlangkutató Egyesület néven) a két barlang között két helyen is talált átjárót, és az időközben rengeteg bontómunkával feltárt új szakaszokkal együtt már elérte a 3500 m hosszúságot a barlangrendszer.
A Legény-barlangban történt a két barlang történetének egyik legjelentősebb feltárása, amely az 500 m hosszú Cherubion-szakasz felfedezése volt. A legújabb kutatások szerint a Legény-barlangtól D-re 100 m-re lévő Rejtekút-barlang is a Leány–Legény-barlangrendszerhez tartozik, amit igazolnak a barlangokban kimért huzatáramlási irányok. A barlangban lévő Középső-teremben és Vörös-teremben olyan tetaráta medencék vannak, amelyeknek 1 dm-nél nagyobb az átmérője. A Magyarhoni Földtani Társulat Barlangkutató Bizottságának megbízásából Bella Lajos kezdte el 1912-ben a barlang régészeti kutatását. Ez főleg a kincsásók által a meddőre kivitt anyag átnézéséből állt. A vizsgálatokkor előkerült leletek alapján a barlang bejárati zónáját az ember az újkőkorszaktól kezdve napjainkig használta rövidebb-hosszabb ideig. A barlang első terméből I. Ferdinánd-kori pénzhamisító műhely maradványai kerültek elő.

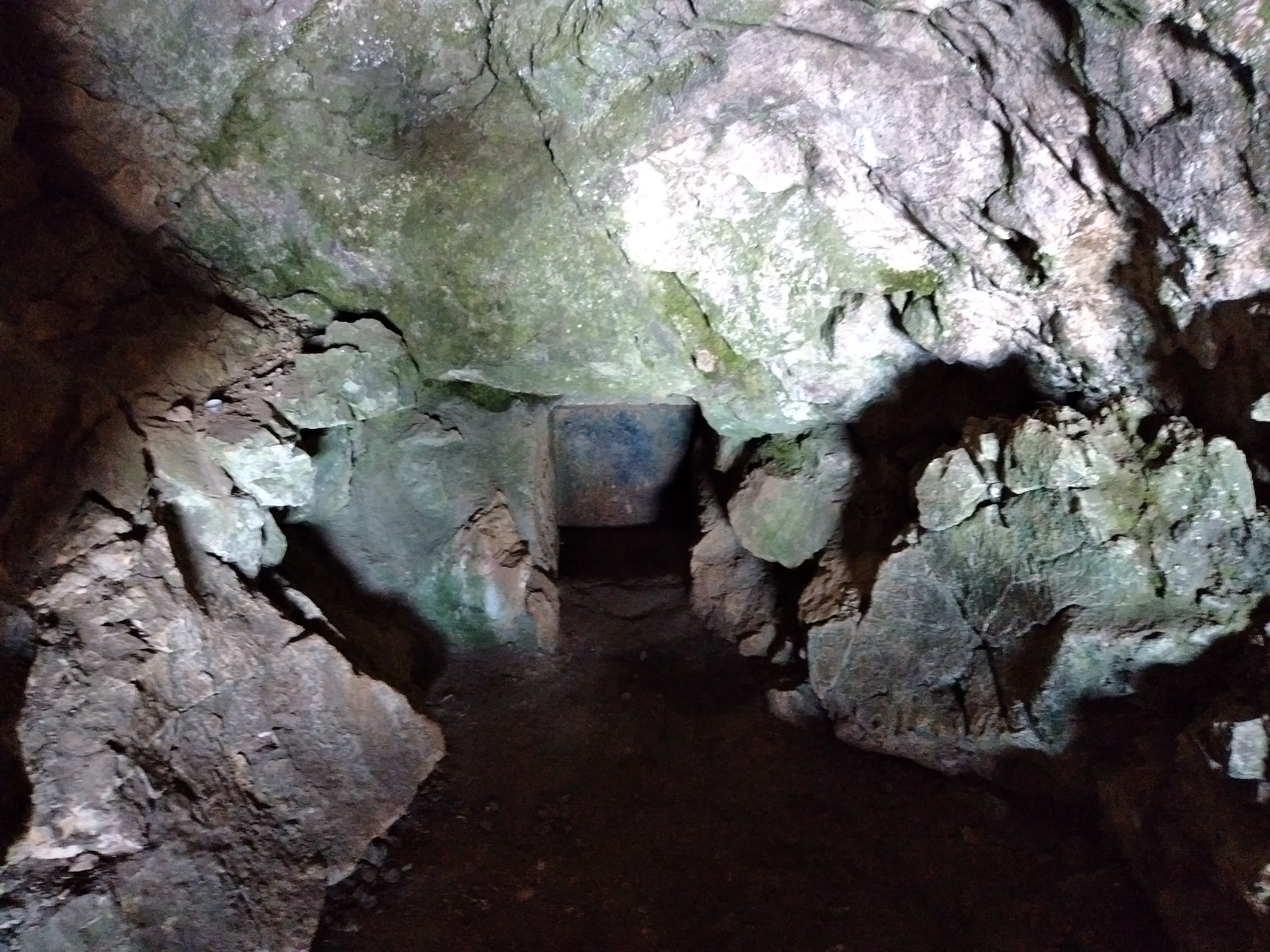
A Legény-barlang belsőbb részeit lezáró ajtó

A 2005-ben megjelent, Magyar hegyisport és turista enciklopédia című könyvben az van írva, hogy az Ariadne Karszt- és Barlangkutató Egyesület 1991-től kb. 2,5 km hosszú részt fedezett fel a Leány-Legény-barlangrendszerben és 1997-ben összekötötte a Leány-barlangot és a Legény-barlangot. A Legény-barlang első terméből I. Ferdinánd-kori pénzhamisító műhely maradványai kerültek elő. A Természetbarátok Turista Egyesületének barlangkutatói kutatták és kezelték a Pilis hegységben lévő Legény-barlangot. Torda István részt vett a legény-barlangi mentőakcióban. Vértes László kutatott a Legény-barlangban. A Csévi-szirtek, alatta a Leány-barlangot és Legény-barlangot keretező sziklafalak, illetve egy még lejjebb lévő, magányosan álló sziklatorony képezik a mászóiskola részeit. A kiadvány 91. oldalán van egy fekete-fehér fénykép, amelyen a képaláírás szerint a Csévi-szirteknél lévő bivak látható. A képen valószínűleg a Legény-barlang bejárata van megörökítve.
A 2008. évi MKBT Tájékoztatóban megjelent hírben meg van említve, hogy az Ariadne Karszt- és Barlangkutató Egyesület a Csévi-szirteken nagy barlangösszekötéseket végzett, a 4580 m hosszú Leány–Legény–Ariadne-barlangrendszer barlangjainak összekötését, és az ismert barlangok, pl. a Legény-barlang hosszát jelentősen növelte. 2013. augusztus 12-től a belügyminiszter 43/2013. (VIII. 9.) BM rendelete szerint régészeti szempontból jelentős barlangnak minősül a Komárom-Esztergom megyei Esztergom-Pilisszentléleken lévő, 4840-1 barlangkataszteri számú Ariadne-barlangrendszerhez tartozó, 2296 lelőhely-azonosítójú Legény-barlang (előcsarnoka és vasajtó mögötti névtelen terme).

## További irodalom
- Cholnoky Jenő: Das Donauknie-Gebirgsland. Bulletin international de la société Hongroise de Géographie, 1937. (65. köt.) 1–29. old. (A Földrajzi Közlemények idegen nyelvű kiadása.)
- Horváth István: Adatok a pilisi kolostorok helyrajzához. Kézirat. Esztergom, 1969.
- Horváth István ásatási dokumentációja. Kézirat. MNM Adattára III.42/1969. (A kézirat megtalálható a Magyar Nemzeti Múzeumban.)
- Kenessey Péter: Pompás természeti emlékeket nyilvánítottak védetté. Reggeli Magyarország, 1944. január 1. 7. old.
- Szücs Gyula: Pilisszentkereszt és környéke. Budapest, 1913. 51. old.
- Venkovits István: A Legénybarlang újabb járatainak felfedezése. Népszava, 1935.
- –: A Legénybarlang eddigi munkálata és jelenlegi helyzete. Természetbarát, 1937. (25. évf.) 6. sz. 11–12. old.